# 1892
Portal Geschichte | Portal Biografien | Aktuelle Ereignisse | Jahreskalender | Tagesartikel

◄ |
18. Jahrhundert |
19. Jahrhundert
| 20. Jahrhundert | ►

◄ |
1860er |
1870er |
1880er |
1890er
| 1900er | 1910er | 1920er | ►

◄◄ |
◄ |
1888 |
1889 |
1890 |
1891 |
1892
| 1893 | 1894 | 1895 | 1896 | ► | ►►
Staatsoberhäupter · Wahlen · Nekrolog   · Musikjahr · Filmjahr  · Sportjahr
| Januar | Januar | Januar | Januar | Januar | Januar | Januar | Januar |
| Kw     | Mo     | Di     | Mi     | Do     | Fr     | Sa     | So     |
| ------ | ------ | ------ | ------ | ------ | ------ | ------ | ------ |
| 53     |        |        |        |        | 1      | 2      | 3      |
| 1      | 4      | 5      | 6      | 7      | 8      | 9      | 10     |
| 2      | 11     | 12     | 13     | 14     | 15     | 16     | 17     |
| 3      | 18     | 19     | 20     | 21     | 22     | 23     | 24     |
| 4      | 25     | 26     | 27     | 28     | 29     | 30     | 31     |

| Februar | Februar | Februar | Februar | Februar | Februar | Februar | Februar |
| Kw      | Mo      | Di      | Mi      | Do      | Fr      | Sa      | So      |
| ------- | ------- | ------- | ------- | ------- | ------- | ------- | ------- |
| 5       | 1       | 2       | 3       | 4       | 5       | 6       | 7       |
| 6       | 8       | 9       | 10      | 11      | 12      | 13      | 14      |
| 7       | 15      | 16      | 17      | 18      | 19      | 20      | 21      |
| 8       | 22      | 23      | 24      | 25      | 26      | 27      | 28      |
| 9       | 29      |         |         |         |         |         |         |

| März | März | März | März | März | März | März | März |
| Kw   | Mo   | Di   | Mi   | Do   | Fr   | Sa   | So   |
| ---- | ---- | ---- | ---- | ---- | ---- | ---- | ---- |
| 9    |      | 1    | 2    | 3    | 4    | 5    | 6    |
| 10   | 7    | 8    | 9    | 10   | 11   | 12   | 13   |
| 11   | 14   | 15   | 16   | 17   | 18   | 19   | 20   |
| 12   | 21   | 22   | 23   | 24   | 25   | 26   | 27   |
| 13   | 28   | 29   | 30   | 31   |      |      |      |

| April | April | April | April | April | April | April | April |
| Kw    | Mo    | Di    | Mi    | Do    | Fr    | Sa    | So    |
| ----- | ----- | ----- | ----- | ----- | ----- | ----- | ----- |
| 13    |       |       |       |       | 1     | 2     | 3     |
| 14    | 4     | 5     | 6     | 7     | 8     | 9     | 10    |
| 15    | 11    | 12    | 13    | 14    | 15    | 16    | 17    |
| 16    | 18    | 19    | 20    | 21    | 22    | 23    | 24    |
| 17    | 25    | 26    | 27    | 28    | 29    | 30    |       |

| Mai | Mai | Mai | Mai | Mai | Mai | Mai | Mai |
| Kw  | Mo  | Di  | Mi  | Do  | Fr  | Sa  | So  |
| --- | --- | --- | --- | --- | --- | --- | --- |
| 17  |     |     |     |     |     |     | 1   |
| 18  | 2   | 3   | 4   | 5   | 6   | 7   | 8   |
| 19  | 9   | 10  | 11  | 12  | 13  | 14  | 15  |
| 20  | 16  | 17  | 18  | 19  | 20  | 21  | 22  |
| 21  | 23  | 24  | 25  | 26  | 27  | 28  | 29  |
| 22  | 30  | 31  |     |     |     |     |     |

| Juni | Juni | Juni | Juni | Juni | Juni | Juni | Juni |
| Kw   | Mo   | Di   | Mi   | Do   | Fr   | Sa   | So   |
| ---- | ---- | ---- | ---- | ---- | ---- | ---- | ---- |
| 22   |      |      | 1    | 2    | 3    | 4    | 5    |
| 23   | 6    | 7    | 8    | 9    | 10   | 11   | 12   |
| 24   | 13   | 14   | 15   | 16   | 17   | 18   | 19   |
| 25   | 20   | 21   | 22   | 23   | 24   | 25   | 26   |
| 26   | 27   | 28   | 29   | 30   |      |      |      |

| Juli | Juli | Juli | Juli | Juli | Juli | Juli | Juli |
| Kw   | Mo   | Di   | Mi   | Do   | Fr   | Sa   | So   |
| ---- | ---- | ---- | ---- | ---- | ---- | ---- | ---- |
| 26   |      |      |      |      | 1    | 2    | 3    |
| 27   | 4    | 5    | 6    | 7    | 8    | 9    | 10   |
| 28   | 11   | 12   | 13   | 14   | 15   | 16   | 17   |
| 29   | 18   | 19   | 20   | 21   | 22   | 23   | 24   |
| 30   | 25   | 26   | 27   | 28   | 29   | 30   | 31   |

| August | August | August | August | August | August | August | August |
| Kw     | Mo     | Di     | Mi     | Do     | Fr     | Sa     | So     |
| ------ | ------ | ------ | ------ | ------ | ------ | ------ | ------ |
| 31     | 1      | 2      | 3      | 4      | 5      | 6      | 7      |
| 32     | 8      | 9      | 10     | 11     | 12     | 13     | 14     |
| 33     | 15     | 16     | 17     | 18     | 19     | 20     | 21     |
| 34     | 22     | 23     | 24     | 25     | 26     | 27     | 28     |
| 35     | 29     | 30     | 31     |        |        |        |        |

| September | September | September | September | September | September | September | September |
| Kw        | Mo        | Di        | Mi        | Do        | Fr        | Sa        | So        |
| --------- | --------- | --------- | --------- | --------- | --------- | --------- | --------- |
| 35        |           |           |           | 1         | 2         | 3         | 4         |
| 36        | 5         | 6         | 7         | 8         | 9         | 10        | 11        |
| 37        | 12        | 13        | 14        | 15        | 16        | 17        | 18        |
| 38        | 19        | 20        | 21        | 22        | 23        | 24        | 25        |
| 39        | 26        | 27        | 28        | 29        | 30        |           |           |

| Oktober | Oktober | Oktober | Oktober | Oktober | Oktober | Oktober | Oktober |
| Kw      | Mo      | Di      | Mi      | Do      | Fr      | Sa      | So      |
| ------- | ------- | ------- | ------- | ------- | ------- | ------- | ------- |
| 39      |         |         |         |         |         | 1       | 2       |
| 40      | 3       | 4       | 5       | 6       | 7       | 8       | 9       |
| 41      | 10      | 11      | 12      | 13      | 14      | 15      | 16      |
| 42      | 17      | 18      | 19      | 20      | 21      | 22      | 23      |
| 43      | 24      | 25      | 26      | 27      | 28      | 29      | 30      |
| 44      | 31      |         |         |         |         |         |         |

| November | November | November | November | November | November | November | November |
| Kw       | Mo       | Di       | Mi       | Do       | Fr       | Sa       | So       |
| -------- | -------- | -------- | -------- | -------- | -------- | -------- | -------- |
| 44       |          | 1        | 2        | 3        | 4        | 5        | 6        |
| 45       | 7        | 8        | 9        | 10       | 11       | 12       | 13       |
| 46       | 14       | 15       | 16       | 17       | 18       | 19       | 20       |
| 47       | 21       | 22       | 23       | 24       | 25       | 26       | 27       |
| 48       | 28       | 29       | 30       |          |          |          |          |

| Dezember | Dezember | Dezember | Dezember | Dezember | Dezember | Dezember | Dezember |
| Kw       | Mo       | Di       | Mi       | Do       | Fr       | Sa       | So       |
| -------- | -------- | -------- | -------- | -------- | -------- | -------- | -------- |
| 48       |          |          |          | 1        | 2        | 3        | 4        |
| 49       | 5        | 6        | 7        | 8        | 9        | 10       | 11       |
| 50       | 12       | 13       | 14       | 15       | 16       | 17       | 18       |
| 51       | 19       | 20       | 21       | 22       | 23       | 24       | 25       |
| 52       | 26       | 27       | 28       | 29       | 30       | 31       |          |

| Januar | Januar | Januar | Januar | Januar | Januar | Januar | Januar |
| Kw     | Mo     | Di     | Mi     | Do     | Fr     | Sa     | So     |
| ------ | ------ | ------ | ------ | ------ | ------ | ------ | ------ |
| 53     |        |        |        |        | 1      | 2      | 3      |
| 1      | 4      | 5      | 6      | 7      | 8      | 9      | 10     |
| 2      | 11     | 12     | 13     | 14     | 15     | 16     | 17     |
| 3      | 18     | 19     | 20     | 21     | 22     | 23     | 24     |
| 4      | 25     | 26     | 27     | 28     | 29     | 30     | 31     |

| Februar | Februar | Februar | Februar | Februar | Februar | Februar | Februar |
| Kw      | Mo      | Di      | Mi      | Do      | Fr      | Sa      | So      |
| ------- | ------- | ------- | ------- | ------- | ------- | ------- | ------- |
| 5       | 1       | 2       | 3       | 4       | 5       | 6       | 7       |
| 6       | 8       | 9       | 10      | 11      | 12      | 13      | 14      |
| 7       | 15      | 16      | 17      | 18      | 19      | 20      | 21      |
| 8       | 22      | 23      | 24      | 25      | 26      | 27      | 28      |
| 9       | 29      |         |         |         |         |         |         |

| März | März | März | März | März | März | März | März |
| Kw   | Mo   | Di   | Mi   | Do   | Fr   | Sa   | So   |
| ---- | ---- | ---- | ---- | ---- | ---- | ---- | ---- |
| 9    |      | 1    | 2    | 3    | 4    | 5    | 6    |
| 10   | 7    | 8    | 9    | 10   | 11   | 12   | 13   |
| 11   | 14   | 15   | 16   | 17   | 18   | 19   | 20   |
| 12   | 21   | 22   | 23   | 24   | 25   | 26   | 27   |
| 13   | 28   | 29   | 30   | 31   |      |      |      |

| April | April | April | April | April | April | April | April |
| Kw    | Mo    | Di    | Mi    | Do    | Fr    | Sa    | So    |
| ----- | ----- | ----- | ----- | ----- | ----- | ----- | ----- |
| 13    |       |       |       |       | 1     | 2     | 3     |
| 14    | 4     | 5     | 6     | 7     | 8     | 9     | 10    |
| 15    | 11    | 12    | 13    | 14    | 15    | 16    | 17    |
| 16    | 18    | 19    | 20    | 21    | 22    | 23    | 24    |
| 17    | 25    | 26    | 27    | 28    | 29    | 30    |       |

| Mai | Mai | Mai | Mai | Mai | Mai | Mai | Mai |
| Kw  | Mo  | Di  | Mi  | Do  | Fr  | Sa  | So  |
| --- | --- | --- | --- | --- | --- | --- | --- |
| 17  |     |     |     |     |     |     | 1   |
| 18  | 2   | 3   | 4   | 5   | 6   | 7   | 8   |
| 19  | 9   | 10  | 11  | 12  | 13  | 14  | 15  |
| 20  | 16  | 17  | 18  | 19  | 20  | 21  | 22  |
| 21  | 23  | 24  | 25  | 26  | 27  | 28  | 29  |
| 22  | 30  | 31  |     |     |     |     |     |

| Juni | Juni | Juni | Juni | Juni | Juni | Juni | Juni |
| Kw   | Mo   | Di   | Mi   | Do   | Fr   | Sa   | So   |
| ---- | ---- | ---- | ---- | ---- | ---- | ---- | ---- |
| 22   |      |      | 1    | 2    | 3    | 4    | 5    |
| 23   | 6    | 7    | 8    | 9    | 10   | 11   | 12   |
| 24   | 13   | 14   | 15   | 16   | 17   | 18   | 19   |
| 25   | 20   | 21   | 22   | 23   | 24   | 25   | 26   |
| 26   | 27   | 28   | 29   | 30   |      |      |      |

| Juli | Juli | Juli | Juli | Juli | Juli | Juli | Juli |
| Kw   | Mo   | Di   | Mi   | Do   | Fr   | Sa   | So   |
| ---- | ---- | ---- | ---- | ---- | ---- | ---- | ---- |
| 26   |      |      |      |      | 1    | 2    | 3    |
| 27   | 4    | 5    | 6    | 7    | 8    | 9    | 10   |
| 28   | 11   | 12   | 13   | 14   | 15   | 16   | 17   |
| 29   | 18   | 19   | 20   | 21   | 22   | 23   | 24   |
| 30   | 25   | 26   | 27   | 28   | 29   | 30   | 31   |

| August | August | August | August | August | August | August | August |
| Kw     | Mo     | Di     | Mi     | Do     | Fr     | Sa     | So     |
| ------ | ------ | ------ | ------ | ------ | ------ | ------ | ------ |
| 31     | 1      | 2      | 3      | 4      | 5      | 6      | 7      |
| 32     | 8      | 9      | 10     | 11     | 12     | 13     | 14     |
| 33     | 15     | 16     | 17     | 18     | 19     | 20     | 21     |
| 34     | 22     | 23     | 24     | 25     | 26     | 27     | 28     |
| 35     | 29     | 30     | 31     |        |        |        |        |

| September | September | September | September | September | September | September | September |
| Kw        | Mo        | Di        | Mi        | Do        | Fr        | Sa        | So        |
| --------- | --------- | --------- | --------- | --------- | --------- | --------- | --------- |
| 35        |           |           |           | 1         | 2         | 3         | 4         |
| 36        | 5         | 6         | 7         | 8         | 9         | 10        | 11        |
| 37        | 12        | 13        | 14        | 15        | 16        | 17        | 18        |
| 38        | 19        | 20        | 21        | 22        | 23        | 24        | 25        |
| 39        | 26        | 27        | 28        | 29        | 30        |           |           |

| Oktober | Oktober | Oktober | Oktober | Oktober | Oktober | Oktober | Oktober |
| Kw      | Mo      | Di      | Mi      | Do      | Fr      | Sa      | So      |
| ------- | ------- | ------- | ------- | ------- | ------- | ------- | ------- |
| 39      |         |         |         |         |         | 1       | 2       |
| 40      | 3       | 4       | 5       | 6       | 7       | 8       | 9       |
| 41      | 10      | 11      | 12      | 13      | 14      | 15      | 16      |
| 42      | 17      | 18      | 19      | 20      | 21      | 22      | 23      |
| 43      | 24      | 25      | 26      | 27      | 28      | 29      | 30      |
| 44      | 31      |         |         |         |         |         |         |

| November | November | November | November | November | November | November | November |
| Kw       | Mo       | Di       | Mi       | Do       | Fr       | Sa       | So       |
| -------- | -------- | -------- | -------- | -------- | -------- | -------- | -------- |
| 44       |          | 1        | 2        | 3        | 4        | 5        | 6        |
| 45       | 7        | 8        | 9        | 10       | 11       | 12       | 13       |
| 46       | 14       | 15       | 16       | 17       | 18       | 19       | 20       |
| 47       | 21       | 22       | 23       | 24       | 25       | 26       | 27       |
| 48       | 28       | 29       | 30       |          |          |          |          |

| Dezember | Dezember | Dezember | Dezember | Dezember | Dezember | Dezember | Dezember |
| Kw       | Mo       | Di       | Mi       | Do       | Fr       | Sa       | So       |
| -------- | -------- | -------- | -------- | -------- | -------- | -------- | -------- |
| 48       |          |          |          | 1        | 2        | 3        | 4        |
| 49       | 5        | 6        | 7        | 8        | 9        | 10       | 11       |
| 50       | 12       | 13       | 14       | 15       | 16       | 17       | 18       |
| 51       | 19       | 20       | 21       | 22       | 23       | 24       | 25       |
| 52       | 26       | 27       | 28       | 29       | 30       | 31       |          |

## Ereignisse

### Politik und Weltgeschehen

#### Europa
- 1. Januar: Walter Hauser wird Bundespräsident der Schweiz.
- 14. bis 18. März: Auf dem Halberstädter Kongress wurde nach der Aufhebung des Sozialistengesetzes die Neuorganisation der Gewerkschaftsbewegung initiiert.

#### Amerika
- 1. Januar: Ellis Island im Hafen von New York wird als Abfertigungsstation für Einwanderer in die Vereinigten Staaten eingerichtet.
- 19. April: Im Oklahoma-Territorium findet der dritte Oklahoma Land Run statt.

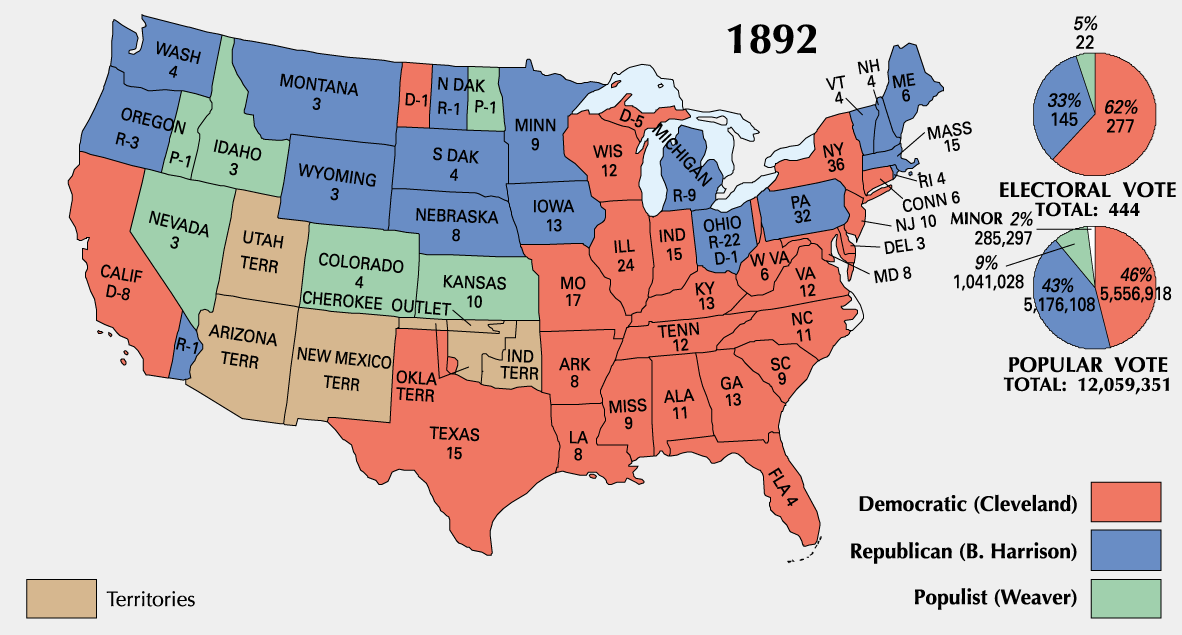
Karte des Wahlergebnisses

- 8. November: Der Demokrat Grover Cleveland, der vor vier Jahren aus dem Amt gewählt worden ist, besiegt bei der Präsidentschaftswahl in den Vereinigten Staaten den republikanischen Amtsinhaber Benjamin Harrison und James B. Weaver von der Populist Party. Er zieht damit als bislang einziger US-Präsident ein zweites Mal ins Weiße Haus ein.

#### Asien
- April: In Siam wird Prinz Damrong Rajanubhab Leiter des Mahatthai-Ministeriums, das er in den folgenden Jahren zu einem Innenministerium nach europäischem Vorbild umgestaltet. Damit beginnt die umfassende Modernisierung und Zentralisierung der Verwaltung Siams und damit die Grundlage für den heutigen thailändischen Staat.

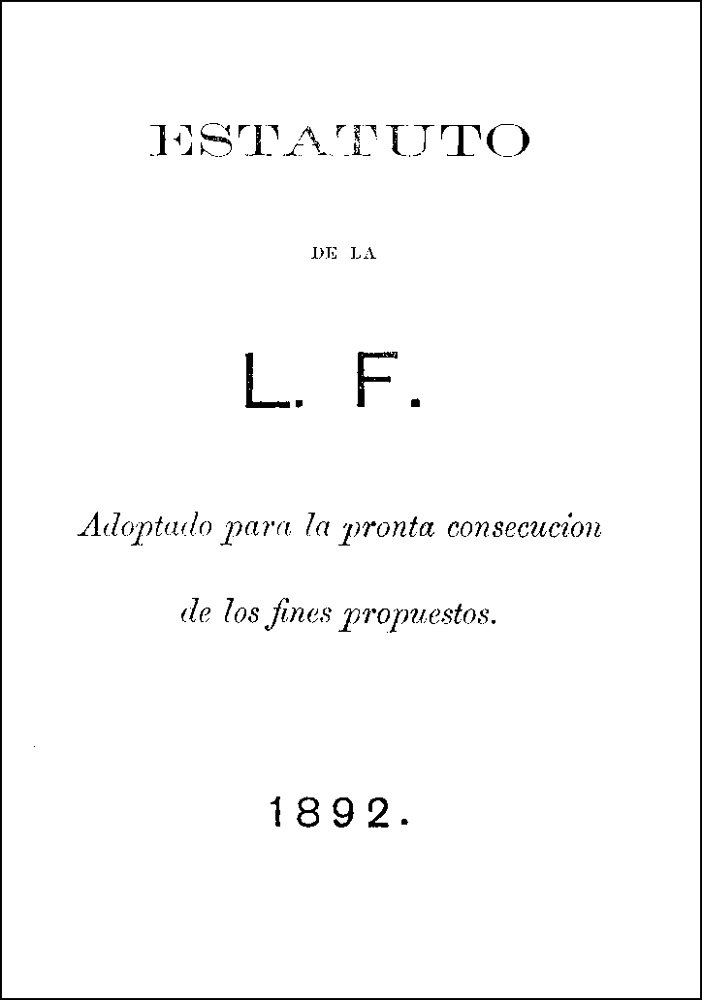
Gründungsurkunde der Liga Filipina

- 3. Juli: José Rizal gründet zusammen mit Apolinario Mabini, Ambrosio Rianzares Bautista und Deodato Arellano die Organisation La Liga Filipina mit dem Ziel, friedlich für die Unabhängigkeit oder zumindest eine größtmögliche Autonomie der Philippinen von Spanien zu kämpfen. Die Organisation wird bereits am 6. Juli verboten.
- 7. Juli: Auf den Philippinen gründet Andrés Bonifacio den Geheimbund Katipunan, der das Ziel verfolgt, einen Großteil Luzons von der spanischen Herrschaft zu befreien. Anlass für die Gründung ist die Verhaftung führender Mitglieder der Liga Filipina und die Verbannung Rizals nach Dapitan. Deodato Arellano wird erster Präsident des Geheimbundes.

### Wirtschaft

#### Geldwirtschaft
- Bei einer Währungsumstellung in Österreich-Ungarn wird der Gulden von der Krone abgelöst. Der Gulden bleibt aber noch bis 1900 in Umlauf.

#### Patente
- 27. Februar: Rudolf Diesel meldet beim kaiserlichen Patentamt eine Neue rationelle Wärmekraftmaschine an, das Patent wird ihm am 23. Februar 1893 mit dem Betreff Arbeitsverfahren und Ausführungsart für Verbrennungskraftmaschinen erteilt.
- 15. März: Jesse W. Reno erhält in den USA das Patent für seine Rolltreppe.
- 24. April: Der Gelsenkirchener Chemiker Rudolf Rempel meldet das Weckglas zum Patent an.
- 22. Mai: Der Dentist Washington Sheffield verkauft in New London (Connecticut) erstmals Zahnpasta in einer von ihm erfundenen Tube.

#### Unternehmensgründungen
- 4. Januar: Die Berliner Illustrirte Zeitung bringt ihre Erstausgabe auf den Markt.
- 15. April: Durch Fusion zweier Vorläuferunternehmen entsteht die General Electric Company mit Sitz in Schenectady, New York.
- 10. Mai: Im Deutschen Reich tritt das GmbH-Gesetz in Kraft.
- 30. Juli: Das Eisenbahnunternehmen GmbH Lenz & Co mit Sitz in Stettin wird zwei Tage nach der Verkündung des Preußischen Kleinbahngesetzes gegründet.
- Asa Griggs Candler gründet in Atlanta, Georgia, das Unternehmen The Coca-Cola Company.

#### Verkehr
- 6. Januar: Die erste Expedition der privaten Ostafrikanischen Seenpost des Unternehmens Schülke & Mayr bricht in Daressalam zum Victoriasee auf.
- 12. Mai: Die Memphis Bridge, eine eingleisige Eisenbahnbrücke, die den ersten Übergang über den Mississippi River unterhalb von St Louis darstellt, wird eröffnet.
- 1. Juni: Die Schmalspurbahn Wolkenstein–Jöhstadt wird mit einer Festveranstaltung eröffnet.
- 28. Juli: Begrenzte staatliche Mittel für den Bau neuer Eisenbahnstrecken führen zum Erlass des Preußischen Kleinbahngesetzes. Die privaten Eisenbahnen bewirken in Preußen in den Folgejahren einen Aufschwung im Personen- und Güterverkehr.
- 31. Dezember: Das erste Teilstück der anatolischen Bahn, einer Vorläuferin der Bagdadbahn, von Istanbul nach Ankara ist fertig.
- In Chicago wird der erste Abschnitt der Chicago Elevated, der zweiten Hochbahn der Welt, eröffnet.

### Wissenschaft und Technik
- 1. Februar: Dem Astronomen Martin Brendel und dem Geografen Otto Baschin gelingen die ersten bekannten Fotografien des Nordlichts.
- 25. Februar: Der österreichische Astronom Johann Palisa entdeckt den Asteroiden (324) Bamberga.
- 20. Juni: In Norwegen wird nach fünf Jahren Bauzeit der Telemarkkanal fertiggestellt. Die Eröffnung erfolgt am 20. September.
- 9. September: Edward Barnard entdeckt den Jupitermond Amalthea.
- 6./7. November: Der britische Amateurastronom Edwin Holmes sichtet in der Nähe des Andromedanebels den Kometen 17P/Holmes, einen periodischen Kometen der Jupiter-Familie.
- François Hennebique entwickelt den Plattenbalken.

### Kultur

#### Bildende Kunst
- 5. Februar: In Berlin wird die Künstlergruppe Vereinigung der XI gegründet.
- 4. April: Als Abspaltung von der Münchner Künstlergenossenschaft bildet sich die Künstlervereinigung Münchner Secession.
- 9. Mai: The Brotherhood of the Linked Ring, eine Vereinigung von Fotografen, die sich der Entwicklung der Fotografie zum künstlerischen Ausdrucksmittel verpflichtet fühlt, wird von Henry Peach Robinson, George Davison und anderen als Abspaltung der Royal Photographic Society gegründet.
- 5. November: In Berlin wird eine Gemäldeausstellung des norwegischen Malers Edvard Munch eröffnet, die einen Skandal auslöst („Fall Munch“) und zur Gründung der Berliner Secession führt.

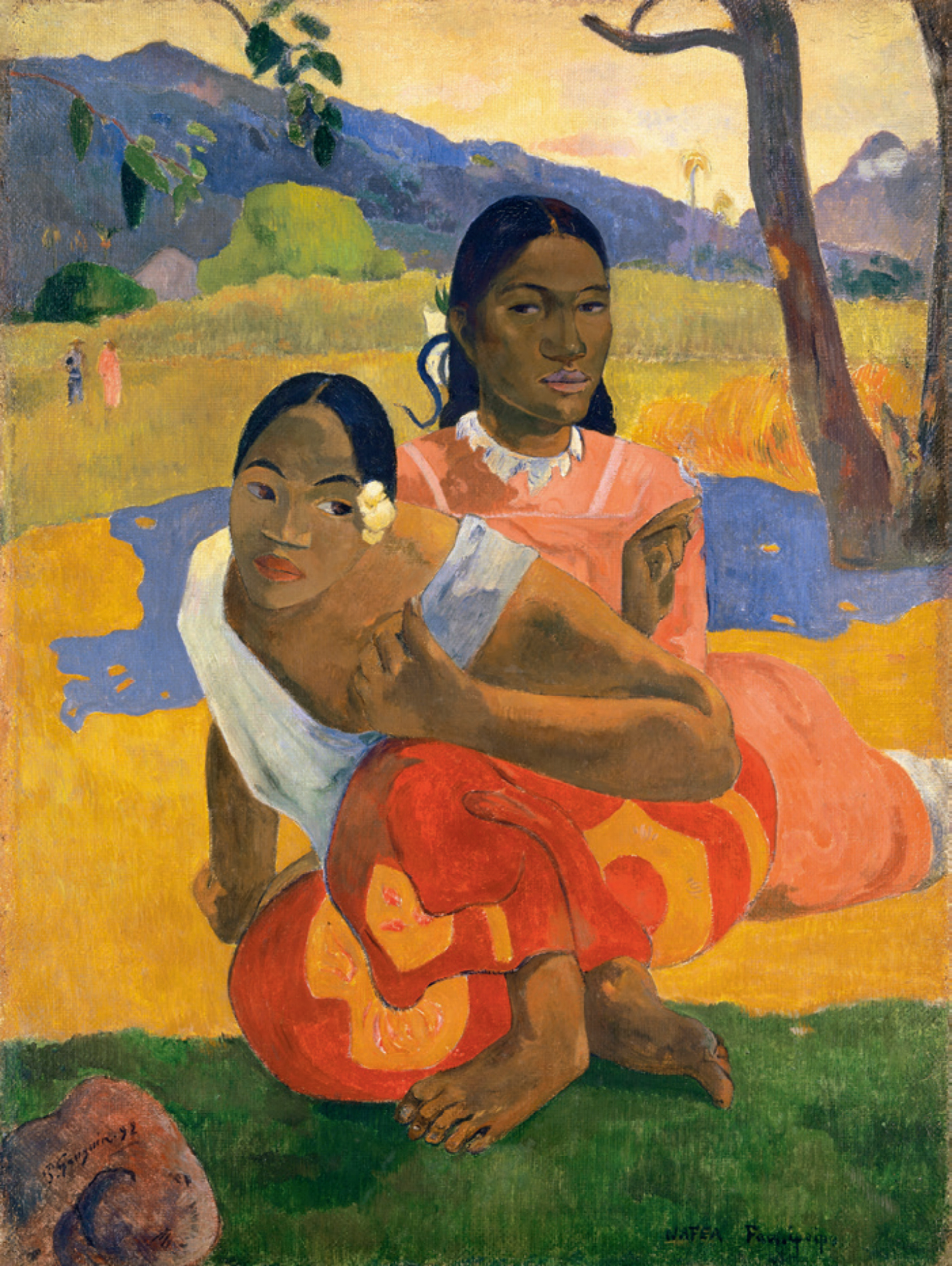
Nafea faa ipoipo

- Bei seinem ersten Aufenthalt auf Tahiti malt Paul Gauguin das Gemälde Nafea faa ipoipo (Wann heiratest du?).

#### Literatur

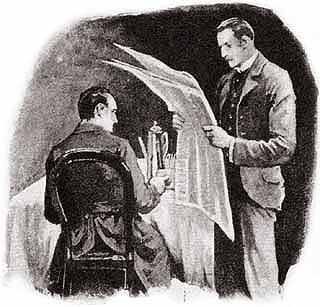
Holmes und Watson bei der Lösung eines Falls, Illustration von Sidney Paget

#### Musik und Theater
- 20. Januar: Die Uraufführung des lyrischen Dramas La Wally von Alfredo Catalani auf ein Libretto von Luigi Illica nach dem Roman Die Geierwally von Wilhelmine von Hillern erfolgt am Teatro alla Scala di Milano in Mailand.
- 16. Februar: Die Oper Werther von Jules Massenet hat ihre Uraufführung an der Wiener Hofoper. Das Libretto stammt von Édouard Blau, Paul Milliet und Georges Hartmann nach dem Briefroman Die Leiden des jungen Werthers von Johann Wolfgang von Goethe.
- 17. Februar: Die Uraufführung der Oper Winkelried von Louis Lacombe findet am Grand Théâtre de Genève statt.
- 8. März: Die Oper Heilmar der Narr von Wilhelm Kienzl wird in München uraufgeführt.

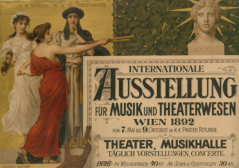
Plakat zur Ausstellung

- 7. Mai: Die Wiener Musik- und Theaterausstellung wird eröffnet. Bis zum 9. Oktober besuchen rund 1,25 Millionen Menschen die im Wiener Prater rund um die Rotunde stattfindende themenorientierte „kleine Weltausstellung“ auf dem Gelände der Weltausstellung 1873.

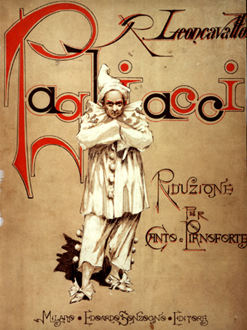
Pagliacci 1892

- 21. Mai: Die veristische Oper Pagliacci (Der Bajazzo) von Ruggero Leoncavallo wird unter der Leitung von Arturo Toscanini am Teatro Dal Verme in Mailand uraufgeführt.
- 14. Juni: Die Uraufführung der Operette Signora Vedetta von Richard Genée findet in Wiesbaden statt.
- 27. August: Bei einem Brand wird die am New Yorker Broadway liegende Metropolitan Opera schwer beschädigt.
- 19. November: Als private Bühne wird in Berlin das Theater am Schiffbauerdamm eröffnet.
- 18. Dezember: Die Uraufführung der Oper Jolanthe von Pjotr Iljitsch Tschaikowski erfolgt am Mariinski-Theater in Sankt Petersburg.
- 18. Dezember: Im Mariinski-Theater in Sankt Petersburg erfolgt die Uraufführung des Balletts Der Nussknacker von Pjotr Iljitsch Tschaikowski auf das Libretto von Marius Petipa mit der Choreographie von Lew Iwanow und der Ausstattung durch den Operndirektor Iwan Wsewoloschski. Erste Zuckerfee ist Antonietta Dell’Era.

#### Sonstiges
- Gründung der Jüdischen National- und Universitätsbibliothek

### Gesellschaft
- 28. Mai: In San Francisco gründen John Muir und mehrere Universitätsprofessoren die Naturschutzorganisation Sierra Club. Sie entwickelt sich im Laufe der Zeit zur größten Vereinigung dieser Art in den USA.

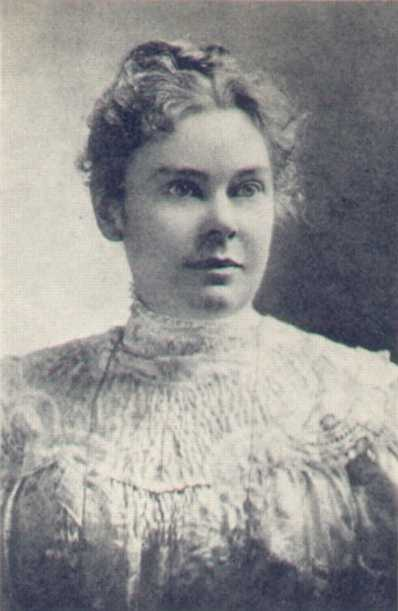
Lizzie Borden

- 4. August: Andrew and Abby Borden werden in ihrem Haus in Massachusetts mit zahlreichen Axthieben ermordet aufgefunden. Der Verdacht fällt auf ihre Stieftochter Lizzie Borden.
- 8. August: Der Deutsche Hauptverein des Blauen Kreuzes wird gegründet.

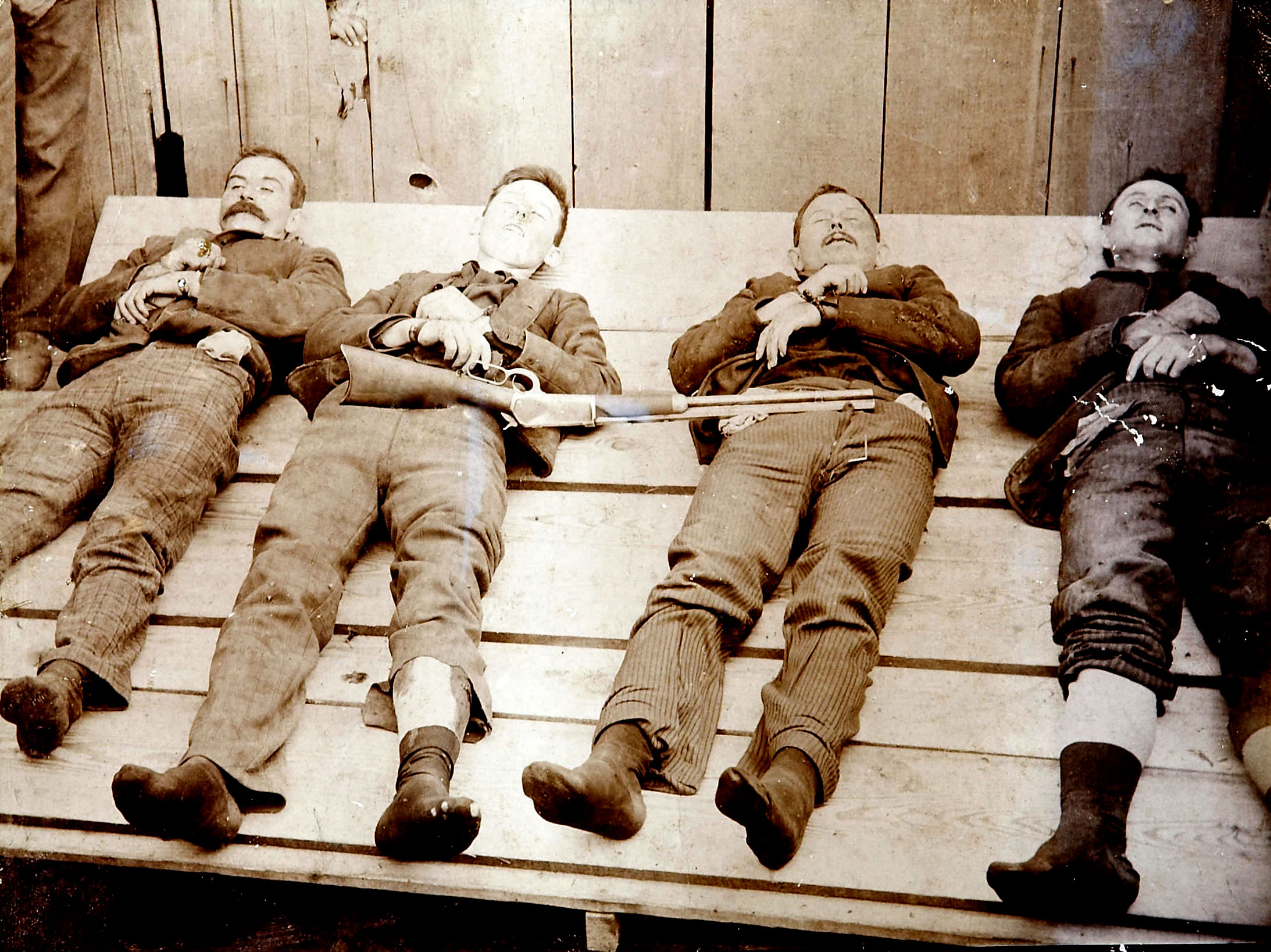
Tote Dalton-Brüder

- 5. Oktober: Die Dalton-Brüder werden beim Versuch, in Coffeyville im US-Bundesstaat Kansas zwei Banken zu überfallen, von einem Bürgeraufgebot gestellt und in eine Schießerei verwickelt. Vier der fünf beteiligten Banditen sterben, der überlebende wird später zu lebenslanger Haft verurteilt.

### Religion
- 16. Februar: In der Enzyklika Au milieu des sollicitudes über Kirche und Staat in Frankreich versucht Papst Leo XIII. die dort schwierigen Beziehungen beider Institutionen zu verbessern.
- 16. Juli: Den 400. Jahrestag der Entdeckung Amerikas nimmt Papst Leo XIII. in der Enzyklika Quarto abeunte saeculo zum Anlass, die seitdem durchgeführte Missionierung als Erfolg für die römisch-katholische Kirche zu würdigen.
- 8. September: Die dem Rosenkranzgebet eigenen Besonderheiten beschreibt Papst Leo XIII. in der Enzyklika Magnae Dei matris.

### Katastrophen
- 29. April: Der Zyklon in Mauritius 1892 verwüstet die Insel. 1200 Menschen sterben, 50.000 werden obdachlos.
- 31. Mai: Unvorsichtiges Handhaben einer Grubenlampe verursacht in der Příbramer Grube Marie einen Grubenbrand auf der 29. Sohle in 950 m Tiefe. Dabei kommen 319 Bergleute ums Leben. Es ist das bis dato weltweit schwerste Grubenunglück.
- 11. Juli: Der Ausbruch einer Wassertasche aus dem Inneren des Tête-Rousse-Gletschers am Mont Blanc fordert in Saint-Gervais-les-Bains über 200 Todesopfer.
- 14. August: In Hamburg beginnt eine Cholera-Epidemie. Unfiltriertes Trinkwasser aus der Elbe und unhygienische Zustände im Armutsviertel begünstigen die Ausbreitung des Bazillus. Über 8.600 Menschen kommen in den folgenden Wochen ums Leben.
- 10. Oktober: In der Formosastraße westlich der Insel Taiwan sinkt das britische Passagierschiff Bokhara in einem Taifun. 125 Passagiere und Besatzungsmitglieder ertrinken.
- 27. Oktober: Der britische Passagierdampfer Roumania prallt vor Peniche an der portugiesischen Küste bei Sturm und Nebel auf das felsige Ufer und bricht auseinander. 113 Menschen sterben, nur neun überleben.
- Winter 1891/1892: In Russland herrscht eine Hungersnot, der bis zu 500.000 Menschen zum Opfer fallen.

Kleinere Unglücksfälle sind in den Unterartikeln von Katastrophe und in der Liste von Katastrophen aufgeführt.

### Sport
- 31. Januar: In Oslo findet auf dem Holmenkollbakken der erste Skisprungwettbewerb statt. Der Norweger Arne Ustvedt siegt mit einem Sprung von 21,5 Metern.
- 3. Juni: Der im März in Liverpool als Abspaltung vom Everton F.C. entstandene Fußballclub wird als Liverpool F.C. registriert.
- 25. Juli: In Berlin wird der Fußballclub BFC Hertha 1892 gegründet, später umbenannt in Hertha BSC.
- 20. August: Das Stadion Celtic Park in Glasgow wird eröffnet. Im Eröffnungsspiel besiegen die Fußballer des Celtic Glasgow den FC Renton mit 4:3.
- 9. Dezember: Der Fußballclub Newcastle East End benennt sich in Newcastle United um.

## Geboren

### Januar
- 01. Januar: Mahidol Adulyadej, Vater des thailändischen Königs Bhumibol, Arzt († 1929)
- 01. Januar: Miklós Radnai, ungarischer Komponist († 1935)
- 02. Januar: Edoardo Agnelli, italienischer Industrieller und Präsident von Juventus Turin († 1935)
- 02. Januar: Luigi Brentani, Schweizer Jurist, Lehrer und Heimatforscher († 1962)
- 02. Januar: Philipp Zoch, deutscher General († 1949)
- 03. Januar: Zoltán Blum, ungarischer Fußballspieler und -trainer († 1959)
- 03. Januar: Herman Johannes Lam, niederländischer Botaniker († 1977)
- 03. Januar: John F. Simmons, US-amerikanischer Diplomat († 1968)
- 03. Januar: J. R. R. Tolkien, englischer Schriftsteller und Philologe († 1973)
- 06. Januar: Ludwig Berger, deutscher Filmregisseur († 1969)
- 06. Januar: Leonid Kubbel, russischer Schachspieler († 1942)
- 06. Januar: Heinz Renner, deutscher Politiker († 1964)
- 08. Januar: Horiguchi Daigaku, japanischer Schriftsteller und Übersetzer († 1981)
- 10. Januar: Walter Frenzel, deutscher Prähistoriker und Museumsleiter († 1941)
- 11. Januar: Valeska Gert, deutsche Tänzerin und Kabarettistin († 1978)
- 11. Januar: Tom Stewart, US-amerikanischer Jurist und Politiker († 1972)
- 13. Januar: Freddy Kindell, britischer Autorennfahrer († 1961)
- 14. Januar: Franz Dahlem, Mitglied des Politbüros des ZK der SED († 1981)
- 14. Januar: Paul Forell, deutscher Fußballspieler († 1959)
- 14. Januar: Martin Niemöller, deutscher Theologe und Widerstandskämpfer († 1984)
- 14. Januar: Hal Roach, US-amerikanischer Filmproduzent, Regisseur und Schauspieler († 1992)
- 15. Januar: Hobey Baker, US-amerikanischer Eishockeyspieler († 1918)
- 15. Januar: Frank Hutchens, neuseeländischer Komponist († 1965)
- 15. Januar: Rex Ingram, irisch-amerikanischer Filmregisseur († 1950)
- 16. Januar: Homer Burton Adkins, US-amerikanischer Chemiker († 1949)
- 16. Januar: Wilhelm von Apell, deutscher Offizier († 1969)
- 16. Januar: William A. Stanfill, US-amerikanischer Politiker († 1971)
- 17. Januar: James David Zellerbach, US-amerikanischer Unternehmer und Diplomat († 1963)

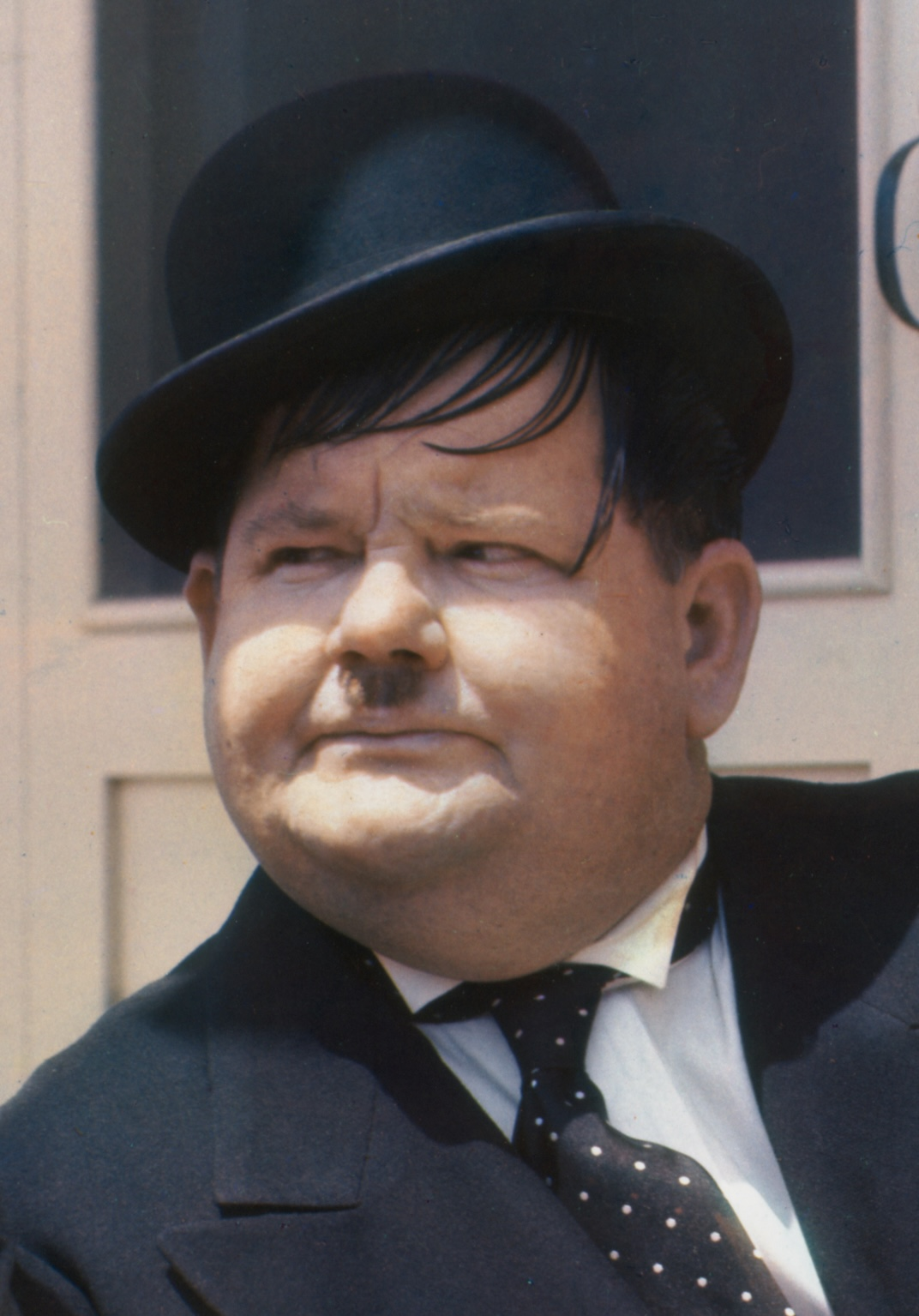
Oliver Hardy, 1938

- 18. Januar: Oliver Hardy, US-amerikanischer Komiker und Filmschauspieler († 1957)
- 18. Januar: Paul Rostock, deutscher Arzt, Angeklagter im Nürnberger Ärzteprozess († 1956)
- 19. Januar: Maria Leitner, deutschsprachige ungarische Journalistin und Schriftstellerin († 1942)
- 21. Januar: Arthur Vollstedt, deutscher Eisschnellläufer († 1969)
- 22. Januar: Marcel Dassault, französischer Luftfahrtunternehmer († 1986)
- 23. Januar: Michel Doré, französischer Autorennfahrer († 1945)
- 23. Januar: Joshua B. Lee, US-amerikanischer Politiker († 1967)
- 24. Januar: Arkadi Schwezow, sowjetischer Triebwerkskonstrukteur († 1953)
- 25. Januar: Paulus af Uhr, schwedischer Generalmajor und Leichtathlet († 1972)
- 25. Januar: Toni Bauhofer, deutscher Automobil- und Motorradrennfahrer († 1968)
- 25. Januar: Takeo Takagi, Vizeadmiral der kaiserlich japanischen Marine († 1944)
- 26. Januar: Bessie Coleman, US-amerikanische Pilotin († 1926)
- 28. Januar: Carlo Emilio Bonferroni, italienischer Mathematiker († 1960)
- 28. Januar: Luke Jordan, US-amerikanischer Blues-Gitarrist und Sänger († 1952)
- 28. Januar: Willy Rosenstein, deutscher Pilot, Kampfflieger und Automobilrennfahrer († 1949)

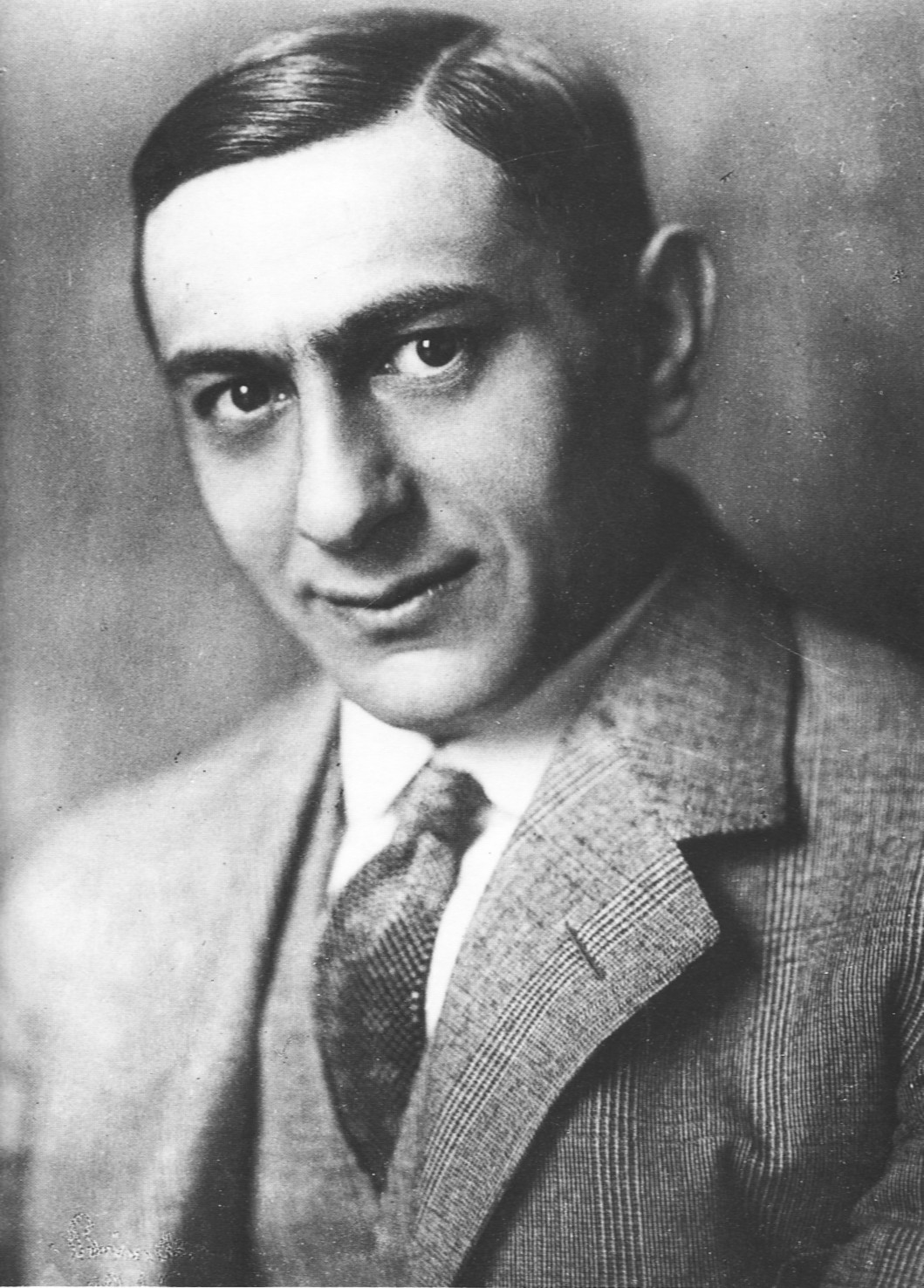
Ernst Lubitsch, vor 1920

- 29. Januar: Ernst Lubitsch, deutscher Filmregisseur († 1947)
- 29. Januar: Reinhard Sorge, deutscher Schriftsteller († 1916)
- 31. Januar: Heinrich Bongartz, deutscher Jagdflieger im Ersten Weltkrieg († 1946)
- 31. Januar: Ozaki Kihachi, japanischer Schriftsteller († 1974)

### Februar
- 02. Februar: Cuno Hoffmeister, deutscher Astronom und Geophysiker († 1968)
- 03. Februar: Louis Dollé, französischer Autorennfahrer († 1968)
- 04. Februar: Ugo Betti, italienischer Dramatiker († 1953)
- 04. Februar: Andreu Nin, spanischer Revolutionär aus Katalonien († 1937)
- 05. Februar: Tochigiyama Moriya, japanischer Sumōringer und 27. Yokozuna († 1959)
- 06. Februar: William Parry Murphy, US-amerikanischer Arzt, Nobelpreisträger († 1987)
- 08. Februar: Ralph Chubb, britischer Dichter, Drucker und Künstler († 1960)
- 08. Februar: Elizabeth Ryan, US-amerikanische Tennisspielerin († 1979)
- 09. Februar: Joseph Braunstein, österreichischer Musiker, Schriftsteller, Bergsteiger († 1996)
- 09. Februar: Richard Freudenberg, deutscher Unternehmer und Politiker († 1975)
- 09. Februar: Aristodemo Santamaria, italienischer Fußballspieler († 1974)
- 10. Februar: Karl Arning, deutscher Offizier († 1964)
- 10. Februar: Günther Blumentritt, General der Infanterie in der deutschen Wehrmacht († 1967)
- 10. Februar: Clive Gallop, britischer Konstrukteur und Autorennfahrer († 1960)
- 10. Februar: Robert A. Green, US-amerikanischer Politiker († 1973)
- 10. Februar: Roland Rohlfs, amerikanischer Testpilot († 1974)
- 10. Februar: Manja Tzatschewa, bulgarisch-deutsche Schauspielerin († 1960)
- 11. Februar: Elsbeth Heise, deutsche Krankenschwester († 1977)
- 11. Februar: Ernst Schmidt, deutscher technischer Thermodynamiker († 1975)
- 12. Februar: Ernst Arnold, österreichischer Komponist und Wienerliedertexter und -sänger († 1962)
- 12. Februar: Gaston Giran, französischer Ruderer († 1944)
- 12. Februar: Aniela Szlemińska, polnische Sängerin und Gesangspädagogin († 1964)
- 13. Februar: Robert H. Jackson, US-amerikanischer Hauptanklagevertreter bei den Nürnberger Prozessen († 1954)
- 14. Februar: Heinrich Kautz, deutscher Pädagoge und Schriftsteller († 1978)
- 15. Februar: Louis Brody, deutscher Schauspieler († 1951)
- 15. Februar: James V. Forrestal, US-amerikanischer Politiker († 1949)
- 15. Februar: Nickolas Muray, ungarisch-amerikanischer Fotograf und Säbelfechter († 1965)
- 16. Februar: Joaquín Anselmo María Albareda, spanischer Kardinal der römisch-katholischen Kirche († 1966)
- 16. Februar: Hans von der Au, deutscher Theologe und Volkskundler († 1955)
- 16. Februar: Carl Theodor Auen, deutscher Filmschauspieler († 1972)
- 17. Februar: Aubrey Gwynn, irischer Historiker und Jesuit († 1983)
- 17. Februar: Theodor Plievier, deutscher Schriftsteller († 1955)
- 17. Februar: Jossyf Slipyj, ukrainischer Geistlicher, Erzbischof von Lemberg und Kardinal († 1984)

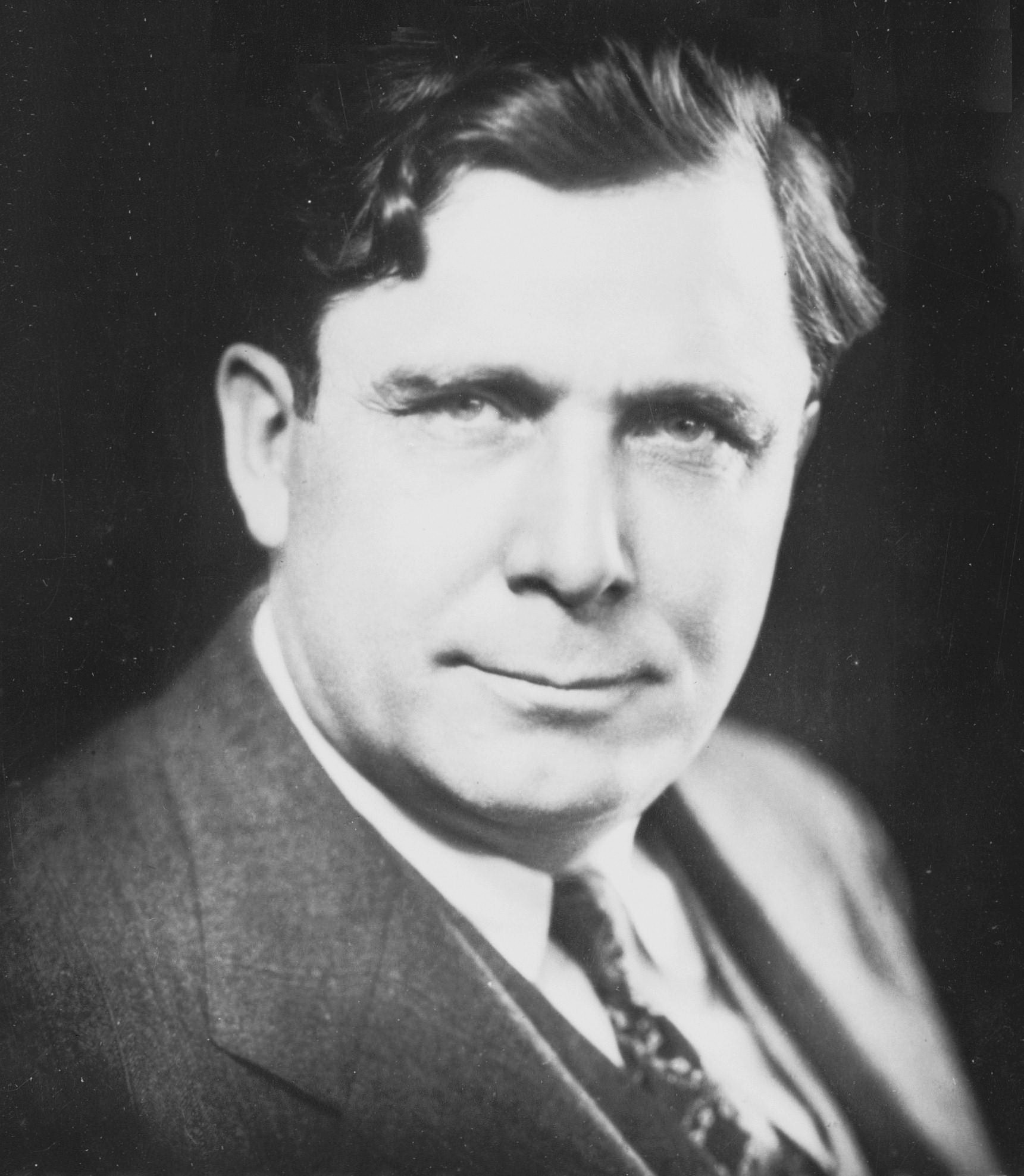
Wendell Willkie

- 18. Februar: Wendell Willkie, US-amerikanischer Jurist und Präsidentschaftskandidat († 1944)
- 19. Februar: Arthur Lassally, deutscher Ingenieur und Industriefilmproduzent († 1963)
- 20. Februar: Ernest Thompson, US-amerikanischer Old-Time-Musiker († 1961)
- 21. Februar: Harry Stack Sullivan, US-amerikanischer Psychiater († 1949)
- 22. Februar: Edna St. Vincent Millay, US-amerikanische Schriftstellerin († 1950)
- 24. Februar: Konstantin Fedin, russischer Schriftsteller und Schauspieler († 1977)
- 25. Februar: Karl Lugmayer, österreichischer Volksbildner, Philosoph und Politiker († 1972)
- 25. Februar: Nikolai Andrejewitsch Orlow, russisch-britischer Pianist und Musikpädagoge († 1964)
- 25. Februar: Léon Saint-Paul, französischer Autorennfahrer († 1933)
- 28. Februar: Kenneth S. Wherry, US-amerikanischer Politiker († 1951)
- 29. Februar: Vilmos Apor, rumänischer Bischof der Diözese Győr und Seliger der katholischen Kirche († 1945)
- 29. Februar: Leandro Arpinati, italienischer Politiker und Sportfunktionär († 1945)
- 29. Februar: Dietrich von Jagow, deutscher Gesandter und Obergruppenführer der SA († 1945)

### März
- 01. März: Georg Bernhardt, deutscher Schachkomponist († 1964)
- 01. März: Karl-Axel Kullerstrand, schwedischer Hochspringer († 1981)
- 01. März: Akutagawa Ryūnosuke, japanischer Dichter und Schriftsteller († 1927)
- 02. März: Marcel Frébourg, französischer Ruderer († 1950)
- 02. März: Heinrich Zerkaulen, deutscher Schriftsteller († 1954)
- 02. März: Karl Zilgas, deutscher Fußballspieler († 1917)
- 03. März: Georges Guignard, französischer Autorennfahrer († 1981)
- 03. März: Imre Waldbauer, ungarischer Geiger und Musikpädagoge († 1952)
- 06. März: Maria Uhden, deutsche Malerin († 1918)
- 08. März: Mississippi John Hurt, US-amerikanischer Blues-Sänger und Gitarrist († 1966)
- 08. März: Edmond Vanwaes, belgischer Ruderer († 1944)
- 09. März: Rudolf Friedrichs, Ministerpräsident des Freistaates Sachsen († 1947)
- 09. März: Mátyás Rákosi, ungarischer Politiker, von 1949 bis 1956 stalinistischer Diktator von Ungarn († 1971)
- 09. März: Rudolf Riege, deutscher Maler und Grafiker († 1959)
- 09. März: Vita Sackville-West, englische Schriftstellerin († 1962)
- 09. März: Josef Weinheber, österreichischer Lyriker, Erzähler und Essayist († 1945)
- 10. März: Karl Arndt, deutscher Offizier († 1981)
- 10. März: Arthur Honegger, französisch-schweizerischer Komponist († 1955)
- 10. März: Gregory La Cava, US-amerikanischer Filmregisseur und Cartoonist († 1952)
- 11. März: Otto Laubinger, deutscher Schauspieler († 1935)
- 14. März: Alexander Abt, deutscher Offizier († 1970)
- 14. März: Hans Freundt, deutscher Schauspieler, Hörspielregisseur, Hörfunksprecher und Autor († 1953)
- 14. März: Charles Wheeler, britischer Bildhauer, Maler und Medailleur († 1974)
- 15. März: Charles Nungesser, französisches Fliegerass des Ersten Weltkriegs († 1927)
- 16. März: Hans Androschin, österreichischer Kameramann († 1976)
- 16. März: Lucien Daveluy, kanadischer Organist, Komponist und Musikpädagoge († 1975)
- 16. März: Anna Dengel, österreichische Ärztin und Ordensschwester († 1980)
- 16. März: Nikolai Dmitrijewitsch Kondratjew, russischer Wirtschaftswissenschaftler († 1938)
- 16. März: Gerda Weneskoski, finnische Pianistin und Musikpädagogin († 1984)
- 19. März: Franz Baumann, österreichischer Architekt († 1974)
- 19. März: Siegfried Thomas Bok, niederländischer Neurologe († 1964)
- 20. März: Mort Dixon, US-amerikanischer Musiker, Liedermacher und Textdichter († 1956)
- 22. März: Karel Poláček, tschechischer Schriftsteller und Journalist († 1945)
- 24. März: Roy Harvey, US-amerikanischer Country-Musiker († 1958)
- 25. März: Ferdinand Andergassen, österreichischer Komponist und Kirchenmusiker († 1964)
- 26. März: Conrad Stein, deutscher Ringer († 1960)
- 27. März: Ferde Grofé, US-amerikanischer Komponist, Arrangeur und Dirigent († 1972)
- 28. März: Corneille Heymans, belgischer Pharmakologe und Nobelpreisträger († 1968)
- 29. März: József Mindszenty, ungarischer Erzbischof der Erzdiözese Esztergom-Budapest († 1975)
- 30. März: Erhard Milch, deutscher Generalfeldmarschall († 1972)
- 30. März: Erwin Panofsky, deutscher Kunsthistoriker († 1968)
- 30. März: Nosaka Sanzō, japanischer Politiker, Mitbegründer der Kommunistischen Partei Japans († 1993)
- 30. März: Stefan Banach, polnischer Mathematiker († 1945)
- 31. März: Stanisław Maczek, polnischer General († 1994)

### April
- 01. April: Alphonse Attardi, italo-amerikanischer Mafioso und Pentito († 1970)
- 01. April: Anton Storch, deutscher Politiker († 1975)
- 02. April: Maurice-Yves Sandoz, Schweizer Schriftsteller († 1958)
- 03. April: Emile Aerts, belgischer Bahnradsportler († 1953)
- 03. April: Gustav Gundlach, deutscher Sozialethiker, Sozialphilosoph und Sozialwissenschaftler († 1963)
- 03. April: Hans Rademacher, deutscher Mathematiker († 1969)
- 04. April: Wilhelm Altmann, deutscher Musikhistoriker und Bibliothekar († 1951)
- 04. April: Karl Wilhelm Reinmuth, deutscher Astronom († 1979)
- 05. April: Hermann Kemper, deutscher Erfinder der Magnetschwebebahn († 1977)
- 06. April: Donald Wills Douglas, US-amerikanischer Flugzeugbauer († 1981)
- 06. April: Hermann Schäfer, deutscher Politiker († 1966)
- 07. April: Julius Hirsch, deutscher Fußballspieler und NS-Opfer († 1943)
- 07. April: Maria Fein, österreichische Schauspielerin († 1965)
- 08. April: Julius von Borsody, österreichischer Filmarchitekt und Szenenbildner († 1960)
- 08. April: Werner Bula, Schweizer Techniker, Volksschriftsteller und Bühnenautor in Mundart († 1962)

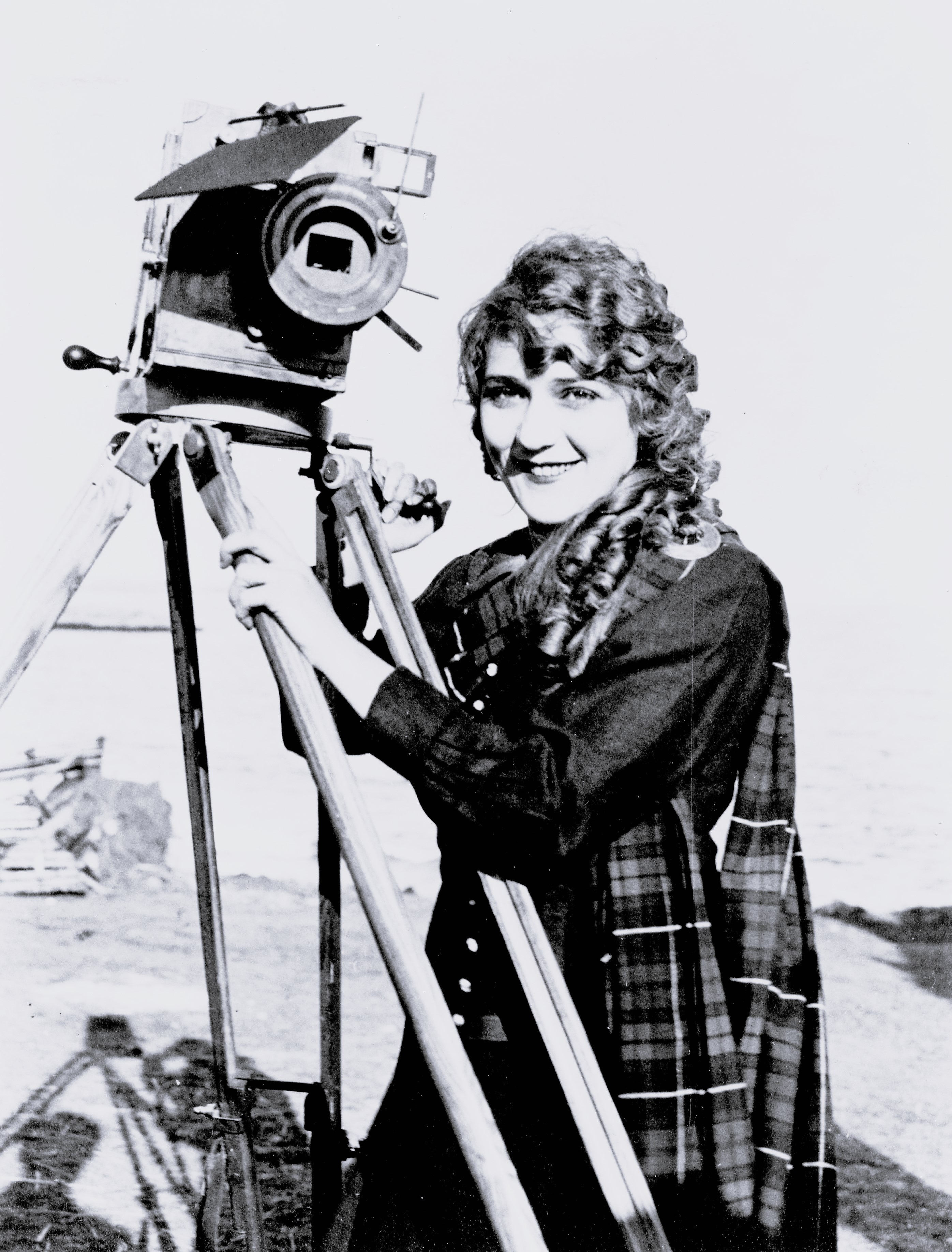
Mary Pickford

- 08. April: Mary Pickford, kanadisch-US-amerikanische Schauspielerin der Stumm- und frühen Tonfilmzeit († 1979)
- 08. April: Richard Neutra, österreichisch-US-amerikanischer Architekt († 1970)
- 09. April: Anton Eberhard, deutscher Politiker († 1967)
- 09. April: Satō Haruo, japanischer Lyriker, Erzähler und Essayist († 1964)
- 10. April: Egon Freiherr von Eickstedt, deutscher Anthropologe († 1965)
- 10. April: Edmond Trudel, kanadischer Dirigent, Pianist und Musikpädagoge († 1977)
- 11. April: Isacco Mariani, italienischer Motorradrennfahrer († 1925)
- 12. April: Johnny Dodds, US-amerikanischer Jazz-Klarinettist († 1940)
- 13. April: Arthur Harris, Luftmarschall der britischen Royal Air Force († 1984)
- 14. April: Vere Gordon Childe, australischer Archäologe († 1957)
- 15. April: Cesare Zerba, italienischer Kardinal der römisch-katholischen Kirche († 1973)
- 15. April: Corrie ten Boom, Mitglied der Niederländisch-reformierten Kirche († 1983)
- 15. April: Joseph-Charles Lefèbvre, Erzbischof von Bourges und Kardinal der römisch-katholischen Kirche († 1973)
- 18. April: Bolesław Bierut, polnischer Politiker († 1956)
- 18. April: Eugene Houdry, französischer Ingenieur († 1962)
- 21. April: Freddie Dixon, britischer Motorrad- und Automobilrennfahrer († 1956)
- 21. April: Jaroslav Kvapil, tschechischer Komponist († 1958)
- 22. April: Heinrich Gerns, deutscher Politiker († 1963)
- 23. April: Klaus Thormaehlen, deutscher Erfinder der Mulchmähsichel und Winzer († 1981)
- 23. April: Lutz Heck, deutscher Biologe und Zoodirektor († 1983)
- 23. April: Richard Hülsenbeck, deutscher Schriftsteller und Chronist († 1974)
- 24. April: Sami Gabra, ägyptischer Ägyptologe und Koptologe († 1979)
- 25. April: Anton Rosen, deutscher Lehrer und Heimatforscher († 1979)
- 26. April: Harold Gleason, US-amerikanischer Organist, Musikpädagoge und -wissenschaftler († 1980)
- 26. April: Adrienne Monnier, französische Buchhändlerin und Verlegerin († 1955)
- 27. April: Howard Fogg, kanadischer Dirigent und Komponist († 1953)
- 28. April: Ernst Aeppli, Schweizer Psychoanalytiker († 1954)

### Mai
- 01. Mai: Giovanni Vittorio Amoretti, italienischer Literaturhistoriker, Literaturwissenschaftler und Germanist († 1988)
- 01. Mai: Ehrenfried Günther Freiherr von Hünefeld, deutscher Flugpionier († 1929)
- 02. Mai: Trude Hesterberg, deutsche Bühnen- und Filmschauspielerin, Kabarettistin († 1967)
- 02. Mai: Ernst Sigg, Schweizer Kirchenmusiker und Gymnasiallehrer († 1966)

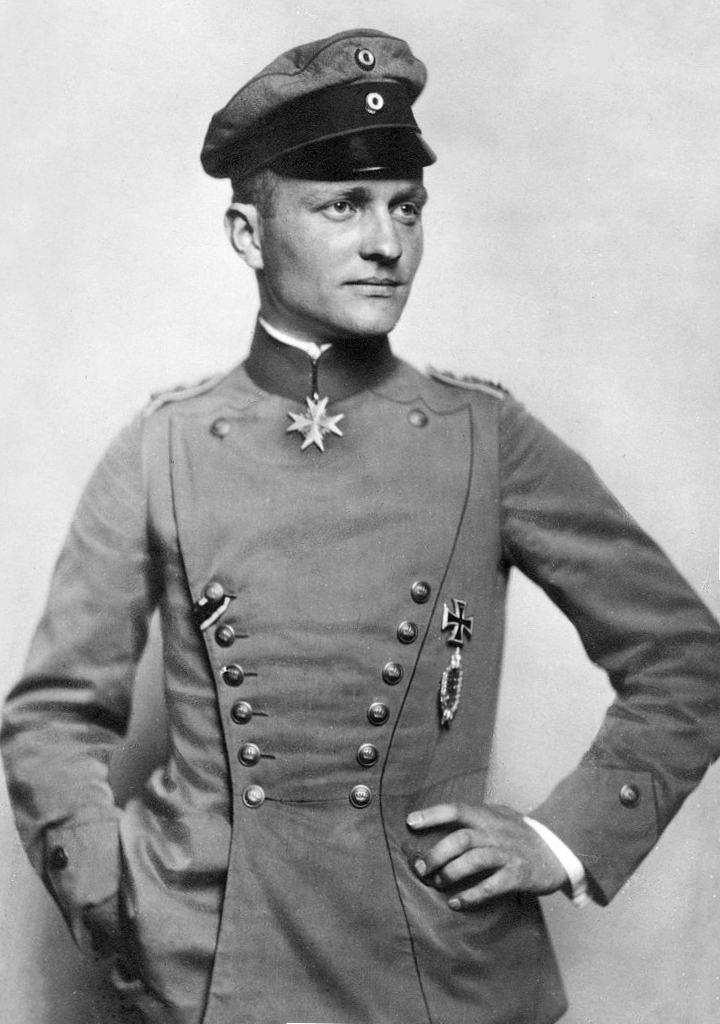
Manfred von Richthofen, 1917

- 02. Mai: Manfred von Richthofen, deutscher Jagdflieger († 1918)
- 03. Mai: Elisabeth Kellermann, deutsche Zeichenlehrerin und Buchillustratorin († 1979)
- 03. Mai: George Paget Thomson, englischer Physiker († 1975)
- 05. Mai: Dorothy Garrod, britische Prähistorikerin († 1968)
- 05. Mai: Robert Sénéchal, französischer Unternehmer und Automobilrennfahrer († 1985)
- 06. Mai: Ernst Eikhof, deutscher Fußballspieler († 1978)
- 07. Mai: Siegfried Bernfeld, österreichischer Reformpädagoge, Marxist, Psychoanalytiker, Zionist († 1953)
- 07. Mai: Archibald MacLeish, US-amerikanischer Dichter und Politiker († 1982)

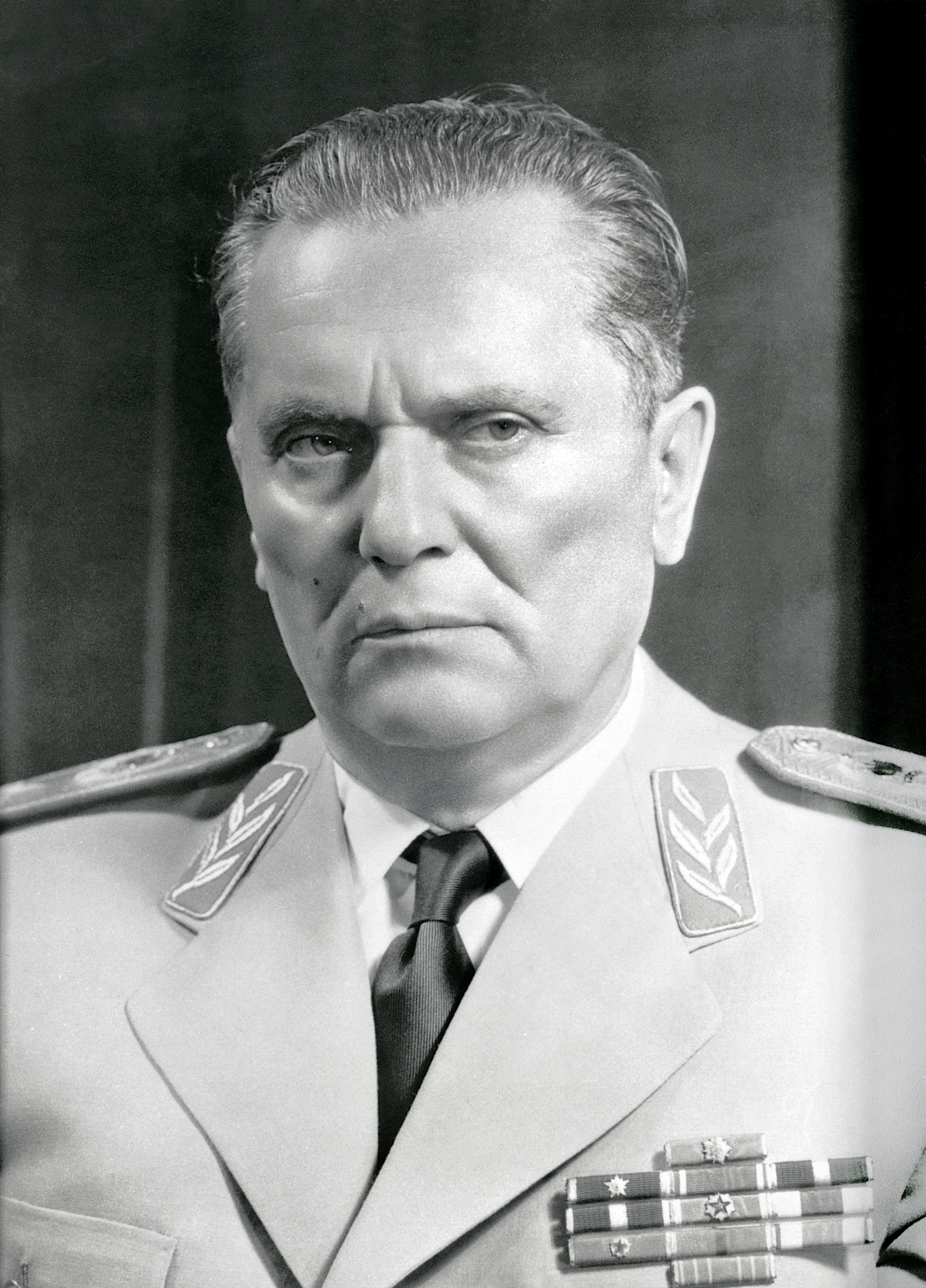
Josip Broz Tito, 1961

- 07. Mai: Josip Broz Tito, Minister- und Staatspräsident Jugoslawiens († 1980)
- 08. Mai: Arnold Hauser, ungarisch-deutscher Kunsthistoriker und Kunstsoziologe († 1978)
- 08. Mai: Stanisław Sosabowski, polnischer General im Zweiten Weltkrieg († 1967)
- 09. Mai: Zita von Bourbon-Parma, letzte Kaiserin Österreichs († 1989)
- 09. Mai: Hans Domizlaff, deutscher Bühnenbildner, Werbeberater und Schöpfer bekannter Marken und Markenartikel († 1971)
- 09. Mai: Hanna Klose-Greger, deutsche Schriftstellerin, Grafikerin und Malerin († 1973)
- 09. Mai: Walter Zimmermann, deutscher Biologe und Universitätsprofessor († 1980)
- 10. Mai: Arthur E. Nelson, US-amerikanischer Politiker († 1955)
- 10. Mai: Jan Weiss, tschechischer Schriftsteller († 1972)
- 11. Mai: Margaret Rutherford, englische Schauspielerin († 1972)
- 12. Mai: Fritz Kortner, deutscher Schauspieler und Theaterregisseur († 1970)
- 12. Mai: William Preston Lane, US-amerikanischer Politiker († 1967)
- 13. Mai: Henriette Arndt, deutsche Lehrerin († 1942)
- 14. Mai: Kaarlo Mäkinen, finnischer Ringer und Olympiasieger († 1980)
- 15. Mai: Karl Schneider, deutscher Architekt und Stadtplaner († 1945)
- 16. Mai: Manton S. Eddy, US-amerikanischer Generalleutnant im Zweiten Weltkrieg († 1962)
- 16. Mai: Dietrich von Saucken, deutscher General († 1980)
- 19. Mai: Christian Werner, deutscher Automobilrennfahrer († 1932)
- 20. Mai: Harry J. Anslinger, US-amerikanischer Diplomat († 1975)
- 21. Mai: Peter Eng, österreichischer Karikaturist und Trickfilmzeichner († 1939)
- 21. Mai: Gottlieb Söhngen, deutscher katholischer Theologe und Philosoph († 1971)
- 22. Mai: Ralph Peer, US-amerikanischer Country-Musiker († 1960)
- 23. Mai: Pichichi, spanischer Fußballspieler († 1922)
- 23. Mai: Hans Dülfer, deutscher Bergsteiger († 1915)
- 27. Mai: Artur Berger, österreichischer Filmarchitekt († 1981)
- 28. Mai: Sepp Dietrich, SS-Oberstgruppenführer und Generaloberst der Waffen-SS († 1966)
- 29. Mai: Walter Bruchhausen, US-amerikanischer Jurist († 1976)
- 30. Mai: René Gagnier, kanadischer Violinist, Dirigent, Komponist und Euphoniumspieler († 1951)
- 31. Mai: Louis Fourestier, französischer Komponist und Dirigent († 1976)
- 31. Mai: Josef Ivar Müller, Schweizer Komponist († 1969)
- 31. Mai: Gregor Strasser, deutscher nationalsozialistischer Politiker († 1934)

### Juni
- 01. Juni: Samuel Barlow, US-amerikanischer Komponist († 1982)
- 01. Juni: Amanullah Khan, von 1919 bis 1929 König von Afghanistan († 1960)
- 01. Juni: Ōtsuka Hironori, japanischer Begründer der Karate-Stilrichtung Wado-Ryu († 1982)
- 03. Juni: Hans Ludwig Rauh, deutscher Lehrer und Mundartforscher († 1945)
- 04. Juni: Franz Xaver von Hornstein, Schweizer katholischer Geistlicher, Pastoraltheologe und Hochschullehrer († 1980)
- 05. Juni: Carsten M. Carlsen, norwegischer Organist, Komponist und Dirigent († 1961)
- 05. Juni: Hans Constantin Paulssen, deutscher Industrieller, Präsident der BDA († 1984)
- 06. Juni: Johannes Kunze, deutscher Politiker († 1959)
- 08. Juni: Giuseppe Campari, italienischer Automobilrennfahrer († 1933)
- 10. Juni: Ekkehard Arendt, österreichischer Schauspieler († 1954)
- 10. Juni: Konrad Hahm, deutscher Volkskundler († 1943)
- 12. Juni: Djuna Barnes, US-amerikanische Schriftstellerin († 1982)
- 12. Juni: Ferdinand Schörner, Generalfeldmarschall im Dritten Reich († 1973)
- 12. Juni: Stephan Weickert, deutscher Vertriebenenpolitiker († 1952)
- 13. Juni: Johann Paulus Appler, deutscher Politiker († 1978)
- 13. Juni: Basil Rathbone, US-amerikanischer Schauspieler († 1967)
- 14. Juni: Ernst Penzoldt, deutscher Dichter und Erzähler († 1955)
- 15. Juni: Keith Park, Luftmarschall der britischen Royal Air Force († 1975)
- 16. Juni: Axel de Vries, deutscher Politiker († 1963)
- 16. Juni: Juan Francisco García, dominikanischer Komponist († 1974)
- 17. Juni: Georges Jouatte, französischer Tenor und Musikpädagoge († 1969)
- 18. Juni: Ernst Anliker, schweizerischer Politiker († 1975)
- 18. Juni: Eduard Steuermann, österreichisch-amerikanischer Komponist und Pianist († 1964)
- 20. Juni: Marcellus Schiffer, deutscher Grafiker, Maler, Chansontexter und Librettist († 1932)
- 21. Juni: Hilding Rosenberg, schwedischer Komponist und Dirigent († 1985)
- 21. Juni: Walter Krämer, deutscher Politiker († 1941)
- 22. Juni: Fiorenzo Abbondio, Schweizer Bildhauer († 1980)
- 22. Juni: Valeriano Pompeo Maurizio Arri, italienischer Leichtathlet († 1970)
- 22. Juni: Ludwig Bäte, deutscher Schriftsteller († 1977)
- 22. Juni: Robert Ritter von Greim, deutscher Generalfeldmarschall († 1945)
- 22. Juni: Emil Telmányi, ungarischer Geiger und Dirigent († 1988)
- 23. Juni: Mieczysław Horszowski, polnischer Pianist († 1993)
- 24. Juni: Gregor Ebner, deutscher Arzt und Leiter der Heime des „Lebensborn e. V.“ († 1974)
- 25. Juni: Jan Cherniavsky, kanadischer Pianist ukrainischer Herkunft († 1989)
- 26. Juni: Pearl S. Buck, US-amerikanische Schriftstellerin, Literaturnobelpreisträgerin 1938 († 1973)
- 27. Juni: Erich Köhler, deutscher Politiker († 1958)
- 27. Juni: Greta Schröder, deutsche Schauspielerin († 1980)
- 29. Juni: Friedrich Wever, deutscher Beamter und Kommunalpolitiker († 1944)
- 30. Juni: László Lajtha, ungarischer Komponist († 1963)
- 30. Juni: Oswald Pohl, maßgeblich am Holocaust beteiligtes Mitglied der SS († 1951)
- 30. Juni: Wilhelm Schnarrenberger, deutscher Maler († 1966)

### Juli
- 01. Juli: James M. Cain, US-amerikanischer Journalist und Autor († 1977)
- 02. Juli: Walter Freytag, deutscher Berufsoffizier († 1982)
- 02. Juli: Boris Hagelin, schwedischer Unternehmer († 1983)
- 03. Juli: Franz Heske, deutsch-österreichischer Forstwissenschaftler und Philosoph († 1963)
- 05. Juli: Lauge Koch, dänischer Geologe († 1964)
- 05. Juli: Ross Rizley, US-amerikanischer Politiker († 1969)
- 07. Juli: Carlos Villarias, spanisch-amerikanischer Schauspieler († 1976)
- 07. Juli: Pawel Korin, russischer Ikonen-, Historien-, Landschafts- und Porträtmaler († 1967)
- 08. Juli: Dean O’Banion, US-amerikanischer Gang-Anführer (North Side Gang) und Rivale Al Capones († 1924)
- 08. Juli: Lester C. Hunt, US-amerikanischer Politiker der demokratischen Partei († 1954)
- 08. Juli: Nikolai Nikolajewitsch Polikarpow, sowjetischer Flugzeugkonstrukteur († 1944)
- 08. Juli: Richard Aldington, englischer Schriftsteller († 1962)
- 08. Juli: Tage Gills Torsten Carleman, schwedischer Mathematiker († 1949)
- 09. Juli: Eric Nares, britischer Offizier († 1947)
- 10. Juli: Spessard Holland, US-amerikanischer Politiker († 1971)
- 11. Juli: Nico Bouvy, niederländischer Fußballspieler († 1957)
- 11. Juli: Trafford Leigh-Mallory, britischer Luftmarschall († 1944)
- 11. Juli: Thomas Mitchell, US-amerikanischer Schauspieler und Autor († 1962)
- 12. Juli: Zyrill Fischer, österreichischer Franziskanerpater und Widerstandskämpfer († 1945)
- 12. Juli: Alfred Freyberg, Rechtsanwalt und NSDAP-Politiker († 1945)
- 12. Juli: Paula Grogger, österreichische Schriftstellerin († 1984)
- 12. Juli: Harry Piel, deutscher Regisseur und Schauspieler († 1963)
- 12. Juli: Bruno Schulz, polnischer Schriftsteller, Graphiker und Zeichner († 1942)
- 13. Juli: Léo-Pol Morin, kanadischer Pianist, Musikkritiker und Komponist († 1941)
- 13. Juli: Hans Streuli, Schweizer Politiker († 1970)
- 14. Juli: Gerhard Rohlfs, deutscher Romanist († 1986)
- 15. Juli: Walter Benjamin, deutscher Schriftsteller und Kunst- und Literaturkritiker († 1940)
- 15. Juli: Georges Van Den Bossche, belgischer Ruderer († 1966)
- 18. Juli: Arthur Friedenreich, brasilianischer Fußballspieler († 1969)
- 17. Juli: Edwin Harris Dunning, britischer Pilot († 1917)
- 17. Juli: Elsa Nöbbe, deutsche Malerin († 1968)
- 18. Juli: Karl Scharrer, österreichischer Agrikulturchemiker († 1959)
- 20. Juli: Joseph Elmer Ritter, US-amerikanischer Geistlicher († 1967)
- 21. Juli: Anton Schnack, deutscher Schriftsteller († 1973)
- 21. Juli: Renée Falconetti, französische Schauspielerin († 1946)
- 22. Juli: Arthur Seyß-Inquart, nationalsozialistischer Politiker und Jurist († 1946)
- 23. Juli: Erik Willam „Loppan“ Adlerz, schwedischer Wasserspringer († 1975)
- 23. Juli: Bruno Brehm, österreichischer Schriftsteller († 1974)
- 23. Juli: Joseph Seiden, US-amerikanischer Regisseur und Produzent des jiddischen Films († 1974)

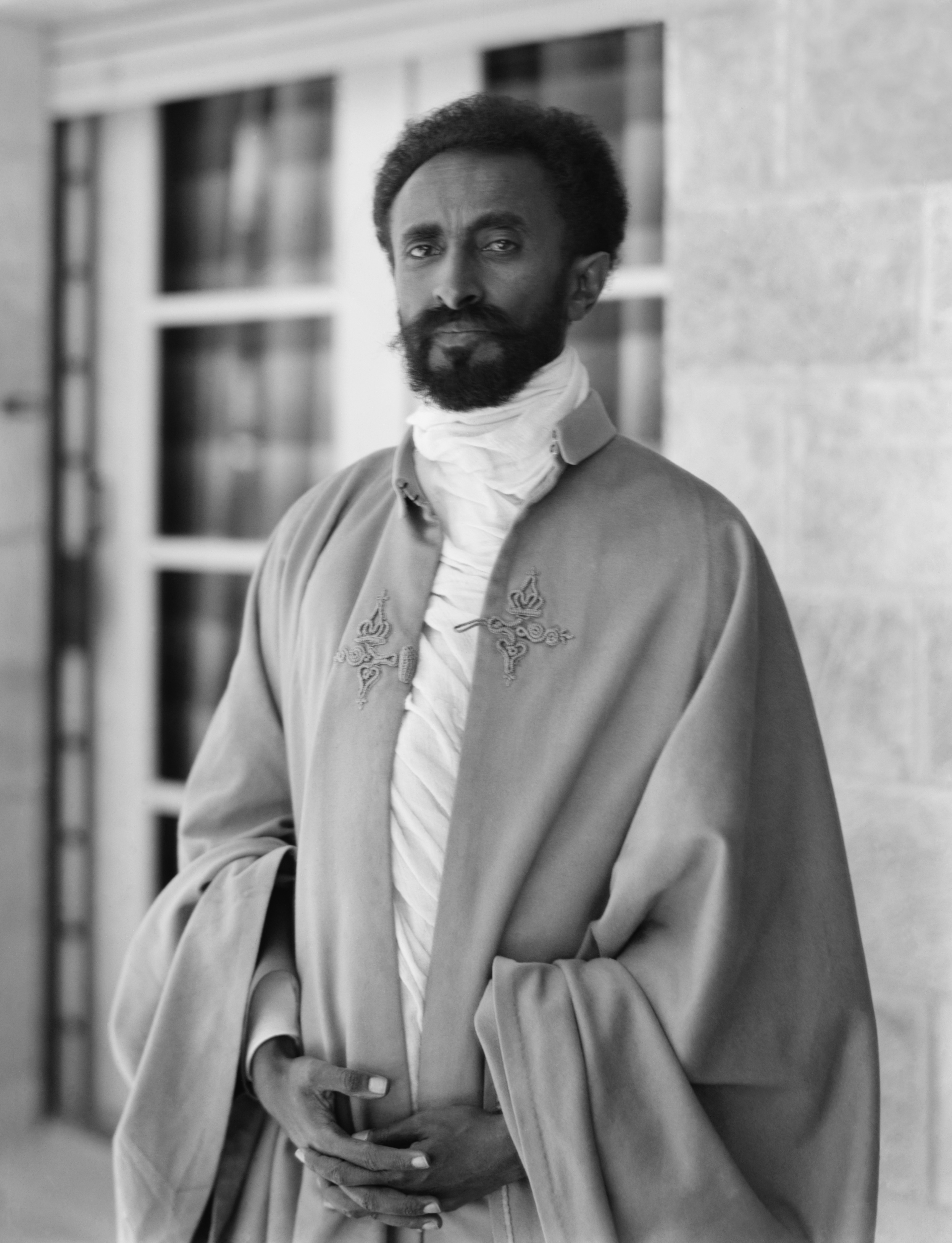
Haile Selassie, um 1923

- 23. Juli: Haile Selassie I., letzter äthiopischer Kaiser († 1975)
- 23. Juli: Wladimir Jakowlewitsch Klimow, sowjetischer Konstrukteur von Flugzeugmotoren († 1962)
- 26. Juli: Philipp Jarnach, deutscher Komponist und Musikpädagoge († 1982)
- 27. Juli: Max Fechner, Minister für Justiz der DDR († 1973)
- 28. Juli: Peter Paul Althaus, deutscher Dichter († 1965)
- 28. Juli: Hans Behrendt, deutscher Generalleutnant († 1959)
- 29. Juli: Maurits Frank, niederländischer Cellist und Musikpädagoge († 1959)
- 29. Juli: Eugen Grimminger, Mitglied der Widerstandsbewegung Weiße Rose († 1986)
- 29. Juli: Walter Reppe, deutscher Chemiker († 1969)
- 29. Juli: William Powell, US-amerikanischer Schauspieler († 1984)

### August
- 02. August: Jack L. Warner, kanadischer Filmproduzent, Drehbuchautor und Regisseur († 1978)

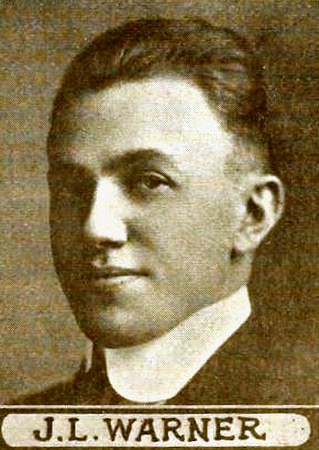
Jack L. Warner

- 05. August: Marius Hiller, deutsch-argentinischer Fußballspieler († 1964)
- 06. August: Paul Artaria, schweizerischer Architekt und Ausbilder von Gestaltern († 1959)
- 06. August: Elma Grohs-Hansen, deutsche Bildhauerin in Textilkünstlerin († 1981)
- 06. August: Kazimiera Iłłakowiczówna, polnische Lyrikerin und Übersetzerin († 1983)
- 07. August: Helene Fernau-Horn, deutsche Logopädin und Philologin († 1975)
- 07. August: Lajos Wick, ungarischer Ruderer († 1959)
- 08. August: Wall Doxey, US-amerikanischer Politiker († 1962)
- 08. August: Hans Heusser, Schweizer Komponist und Dirigent († 1942)
- 08. August: Otto Renois, deutscher Kommunist und Widerstandskämpfer († 1933)
- 09. August: S. R. Ranganathan, indischer Mathematiker und Bibliothekar († 1972)
- 11. August: Władysław Anders, polnischer General und Politiker († 1970)
- 11. August: Gerrit Bouwmeester, niederländischer Fußballspieler († 1961)
- 11. August: Yoshikawa Eiji, japanischer Schriftsteller († 1962)
- 11. August: Ezequiel Plaza, chilenischer Maler († 1947)
- 12. August: Hans Hartvig Seedorff Pedersen, dänischer Lyriker († 1986)
- 13. August: Duncan Currie, schottischer Fußballspieler († 1916)
- 14. August: María Luisa Sepúlveda, chilenische Komponistin und Musikpädagogin († 1958)
- 15. August: Iwan Boldin, Chef der sowjetischen Militäradministration Thüringen († 1965)
- 16. August: Hal Foster, US-amerikanischer Comic-Autor und -Zeichner († 1982)

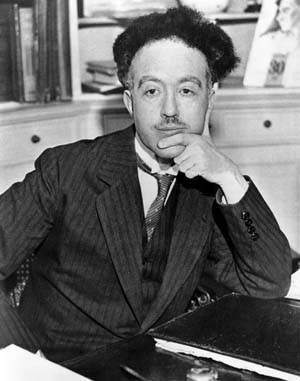
Louis-Victor de Broglie

- 15. August: Louis de Broglie, französischer Physiker († 1987)
- 18. August: Franz Findeisen, Professor an der Handelshochschule Leipzig († 1962)
- 19. August: Maurice Benoist, französischer Autorennfahrer († 1951)
- 20. August: George Aiken, US-amerikanischer Politiker († 1984)
- 20. August: Marcel Delabarre, französischer Automobilrennfahrer († 1943)
- 21. August: Charles Vanel, französischer Schauspieler und Regisseur († 1989)
- 23. August: Alexander G. Barry, US-amerikanischer Politiker († 1952)
- 25. August: Erich Aberger, deutscher Radrennfahrer († 1941)
- 25. August: Georgi Asagarow, russischer Filmregisseur und Schauspieler († 1957)
- 25. August: Wilhelm Niemann, deutscher Navigationsoffizier des Flugschiffes DO-X († 1935)
- 27. August: Gaetano Belloni, italienischer Radrennfahrer († 1980)
- 27. August: Alexander Chuhaldin, kanadischer Geiger, Dirigent, Komponist und Musikpädagoge († 1951)
- 28. August: Augustin Souchy, deutscher Anarchist und Antimilitarist († 1984)
- 28. August: Fujimori Seikichi, japanischer Schriftsteller und Dramaturg († 1977)
- 31. August: Auguste Caralp, französischer Autorennfahrer († 1981)

### September
- 04. September: Darius Milhaud, französischer Komponist († 1974)
- 04. September: Helmuth Plessner, deutscher Philosoph und Soziologe († 1985)
- 04. September: Franz Sedlacek, österreichischer Fußballspieler und -trainer († 1933)
- 04. September: Pete Smith, US-amerikanischer Filmproduzent und Oscarpreisträger († 1979)
- 05. September: Əhməd Bakıxanov, aserbaidschanischer Tarspieler und Musikpädagoge († 1973)
- 05. September: Joseph Szigeti, US-amerikanischer Violinist ungarischer Herkunft († 1973)
- 06. September: Edward Victor Appleton, englischer Physiker und Nobelpreisträger († 1965)
- 07. September: Georg Mickler, deutscher Leichtathlet und Olympiateilnehmer († 1915)
- 07. September: Léonard Nuytens, belgischer Ruderer († 1962)
- 07. September: Oscar O’Brien, kanadischer Komponist, Arrangeur, Organist, Pianist und Musikpädagoge († 1958)
- 08. September: Robert Lestienne, französischer Automobilrennfahrer († 1944)
- 10. September: Arthur Holly Compton, US-amerikanischer Physiker († 1962)
- 10. September: János Balogh, ungarischer Fernschachspieler († 1980)
- 11. September: Ernest Burkhart, US-amerikanischer Mörder († 1986)
- 11. September: Lucien Buysse, belgischer Radrennfahrer († 1980)
- 11. September: Vance DeBar „Pinto“ Colvig, US-amerikanischer Schauspieler, Autor, Animator, Zeichner und Synchronsprecher († 1967)
- 11. September: Friedrich Schröder Sonnenstern, deutscher Zeichner und Maler († 1982)
- 13. September: Viktoria Luise von Preußen, Tochter von Kaiserin Auguste Viktoria († 1980)
- 15. September: Silpa Bhirasri, thailändischer Bildhauer († 1962)
- 16. September: Werner Bergengruen, deutscher Schriftsteller († 1964)
- 17. September: Hendrik Andriessen, niederländischer Komponist und Professor († 1981)
- 22. September: Grete Reiner, deutsche Übersetzerin und Herausgeberin
- 23. September: Lorenz Jaeger, Erzbischof von Paderborn und Kardinal († 1975)
- 23. September: Otto Sartorius, deutscher Önologe († 1977)
- 25. September: Martha Muchow, deutsche Psychologin († 1933)
- 25. September: Jean Pouzet, französischer Autorennfahrer († 1940)
- 26. September: William Longworth, australischer Schwimmer († 1969)
- 28. September: Elmer Rice, US-amerikanischer Dramatiker († 1967)
- 28. September: Benvenuto Terzi, italienischer Komponist und Konzertgitarrist († 1980)
- 29. September: Georg Dewald, deutscher Politiker und MdB († 1970)
- 30. September: Heinz-Hellmuth von Wühlisch, deutscher Generalleutnant († 1947)

### Oktober
- 02. Oktober: Ernst Sagebiel, deutscher Architekt († 1970)
- 02. Oktober: Henry Victor, britisch-amerikanischer Schauspieler († 1945)
- 03. Oktober: Gerard Leene, niederländischer Bahnradsportler († 1966)
- 03. Oktober: Bernhard Schweitzer, deutscher Archäologe († 1966)
- 04. Oktober: Engelbert Dollfuß, österreichischer Bundeskanzler und Diktator († 1934)
- 04. Oktober: Karen Fredersdorf, deutsche Schauspielerin († 1985)
- 04. Oktober: Luis Trenker, Südtiroler Bergsteiger, Schauspieler und Schriftsteller († 1990)
- 05. Oktober: Leyland Hodgson, englischer Schauspieler († 1949)
- 06. Oktober: Friedrich Ahlfeld, deutsch-bolivianischer Bergbau-Ingenieur und Geologe († 1982)
- 08. Oktober: Marcel Michelot, französischer Autorennfahrer († 1927)
- 08. Oktober: Marina Iwanowna Zwetajewa, russische Dichterin und Schriftstellerin († 1941)
- 09. Oktober: Ivo Andrić, bosnischer Schriftsteller († 1975)
- 09. Oktober: Maximilian Graf von Attems-Heiligenkreuz, österreichischer Botschafter, Volkswirtschaftler und Schriftsteller († 1977)
- 09. Oktober: Johannes Theodor Baargeld, deutscher Autor und Publizist († 1927)
- 11. Oktober: Karl Hähnel, deutscher Leichtathlet und Olympiateilnehmer († 1966)
- 12. Oktober: Antonio María Barbieri, uruguayischer Geistlicher, Erzbischof von Montevideo und Kardinal († 1979)
- 12. Oktober: Hubert Ney, deutscher Politiker († 1984)
- 14. Oktober: Piet Bouman, niederländischer Fußballspieler († 1980)
- 14. Oktober: Andrei Iwanowitsch Jerjomenko, Marschall der Sowjetunion und Militärtheoretiker († 1970)
- 15. Oktober: József Nagy, ungarischer Fußballspieler und -trainer († 1963)
- 16. Oktober: Hanni Weisse, deutsche Schauspielerin († 1967)
- 16. Oktober: Adolf Ziegler, deutscher Maler und Präsident der Reichskammer der Bildenden Künste († 1959)
- 17. Oktober: Herbert Howells, englischer Komponist († 1983)
- 17. Oktober: Otakar Jeremiáš, tschechischer Komponist und Dirigent († 1962)
- 17. Oktober: Theodor Eicke, Kommandant des KZ Dachau sowie Inspekteur der Konzentrationslager († 1943)
- 18. Oktober: Thomas Ohm, deutscher Benediktiner († 1962)
- 19. Oktober: Ilmari Hannikainen, finnischer Komponist († 1955)
- 21. Oktober: Alf Robert Bertil Ahlberg, schwedischer Schriftsteller, Humanist und Philosoph († 1979)
- 21. Oktober: Geoffroy Atkinson, US-amerikanischer Romanist († 1960)
- 21. Oktober: Lydia Lopokova, russische Balletttänzerin († 1981)
- 21. Oktober: Otto Nerz, deutscher Fußballspieler und erster Reichstrainer des DFB († 1949)
- 23. Oktober: Seymour Felix, US-amerikanischer Showtänzer und Choreograph († 1961)
- 23. Oktober: Fritz Maenicke, deutscher Bildhauer und Restaurator († 1970)
- 23. Oktober: Gummo Marx, US-amerikanischer Komiker († 1977)
- 24. Oktober: Rafael Hernández Marín, puerto-ricanischer Komponist († 1965)
- 26. Oktober: André Chapelon, französischer Ingenieur († 1978)
- 28. Oktober: Ludwig Strauss, deutscher Schriftsteller und Literaturwissenschaftler († 1953)
- 28. Oktober: Pierre Frieden, luxemburgischer christsozialer Politiker und Schriftsteller († 1959)
- 29. Oktober: Walter Alnor, deutscher Politiker († 1972)
- 29. Oktober: Carlos Bonnet, venezolanischer Komponist und Dirigent († 1983)
- 29. Oktober: Recha Freier, deutsch-jüdische Widerstandskämpferin gegen den Nationalsozialismus († 1984)
- 29. Oktober: Stanisław Ostrowski, polnischer Arzt, Offizier und Politiker († 1982)
- 30. Oktober: Angelo Siciliano, italoamerikanischer Bodybuilder († 1972)
- 31. Oktober: Alexander Alexandrowitsch Aljechin, russischer Schachspieler und 4. Schachweltmeister († 1946)
- 31. Oktober: Eugène van den Bossche, belgischer Autorennfahrer († 1962)

### November
- 01. November: Hubert Klausner, NSDAP-Gauleiter und Landeshauptmann von Kärnten († 1939)
- 02. November: Paul Abraham, ungarischer Komponist († 1960)
- 03. November: Jur Haak, niederländischer Fußballspieler († 1945)
- 03. November: Lindley Murray, US-amerikanischer Tennisspieler († 1970)
- 03. November: Yuen Ren Chao, chinesischer Sprachwissenschaftler († 1982)
- 04. November: Konrad Huber, finnischer Sportschütze († 1960)
- 05. November: John Alcock, britischer Pilot († 1919)
- 05. November: J. B. S. Haldane, britisch-indischer Genetiker († 1964)
- 08. November: Theodor Boehm, deutscher pharmazeutischer Chemiker († 1969)
- 09. November: Erich Auerbach, deutscher Literaturwissenschaftler und Romanist († 1957)
- 09. November: Mabel Normand, US-amerikanische Stummfilmschauspielerin und Regisseurin († 1930)
- 11. November: Duarte Monteverde Abecasis, portugiesischer Ingenieur († 1966)
- 13. November: Jean Gutweninger, Schweizer Turner († 1979)
- 13. November: Karl Jakob Hirsch, deutscher Künstler und Schriftsteller († 1952)
- 13. November: Rafael Quiñones Vidal, puerto-ricanischer Journalist und Fernsehmoderator († 1988)
- 14. November: Hermann Roeder, deutscher Pilot und Flugpionier († 1937)
- 14. November: Johann Surbeck, Schweizer Buchdrucker und Politiker († 1956)
- 15. November: Clarence Horning, US-amerikanischer American-Football-Spieler († 1982)
- 16. November: Tazio Nuvolari, italienischer Rennfahrer († 1953)
- 17. November: Max Deutsch, französischer Komponist, Dirigent und Musikpädagoge († 1982)
- 19. November: Lucien N. Andriot, französischer Kameramann († 1979)
- 20. November: Richard Theophil Imanuel Aeckerle, deutscher Maler, Zeichner, Plastiker und Lithograf († 1966)
- 20. November: Wendell Engstrom Hoss, US-amerikanischer Hornist († 1980)
- 20. November: Daniel Chanis Pinzón, 24. Staatspräsident von Panama († 1961)
- 20. November: Erik Nölting, deutscher Politiker († 1953)
- 22. November: Ermanno Aebi, schweizerisch-italienischer Fußballspieler († 1976)
- 22. November: Bohuslav Kokoschka, österreichischer Maler, Grafiker und Schriftsteller († 1976)
- 23. November: Erté, russischer Illustrator, Bühnenbildner und Modedesigner († 1990)
- 24. November: Karl Steinhoff, Ministerpräsident von Brandenburg und Minister der DDR († 1981)
- 24. November: Aimé Steck, französischer Komponist († 1966)
- 25. November: Otto Harder, deutscher Fußballspieler († 1956)
- 25. November: Honoré Vaillancourt, kanadischer Sänger (Bariton) († 1933)
- 26. November: Charles Brackett, US-amerikanischer Drehbuchautor († 1969)
- 26. November: Joe Guyon, US-amerikanischer American-Football-Spieler († 1971)
- 28. November: Thomas Ring, deutscher Maler, Dichter und Astrologe († 1983)
- 30. November: Siegmund Sredzki, deutscher Widerstandskämpfer gegen den Nationalsozialismus († 1944)

### Dezember
- 02. Dezember: Jona Ustinov, Spion des britischen Geheimdienstes MI5. († 1962)
- 03. Dezember: Leonardus Syttin, russischer Sportschütze († ????)
- 04. Dezember: Carlyle Atkinson, britischer Schwimmer († 1968)

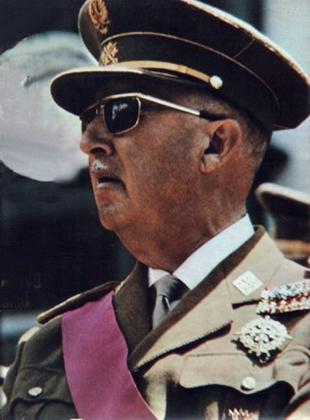
Francisco Franco, 1969

- 04. Dezember: Francisco Franco, spanischer Politiker und General († 1975)
- 05. Dezember: Cyril Ring, US-amerikanischer Schauspieler († 1967)
- 06. Dezember: Lina Carstens, deutsche Film- und Theaterschauspielerin († 1978)
- 09. Dezember: Beatrice Harrison, englische Cellistin († 1965)
- 09. Dezember: Erwin Ott, mährischer Schriftsteller († 1947)
- 11. Dezember: Leo Ornstein, russischer Pianist und Komponist († 2002)
- 12. Dezember: Liesl Karlstadt, deutsche (bayerische) Soubrette, Schauspielerin und Kabarettistin († 1960)
- 12. Dezember: Hugo Kersten, deutscher Schriftsteller und Publizist († 1919)
- 12. Dezember: Joseph Suder, deutscher Komponist und Dirigent († 1980)
- 13. Dezember: Werner von Schmieden, deutscher Diplomat († 1979)
- 15. Dezember: José María Castro, argentinischer Komponist († 1964)

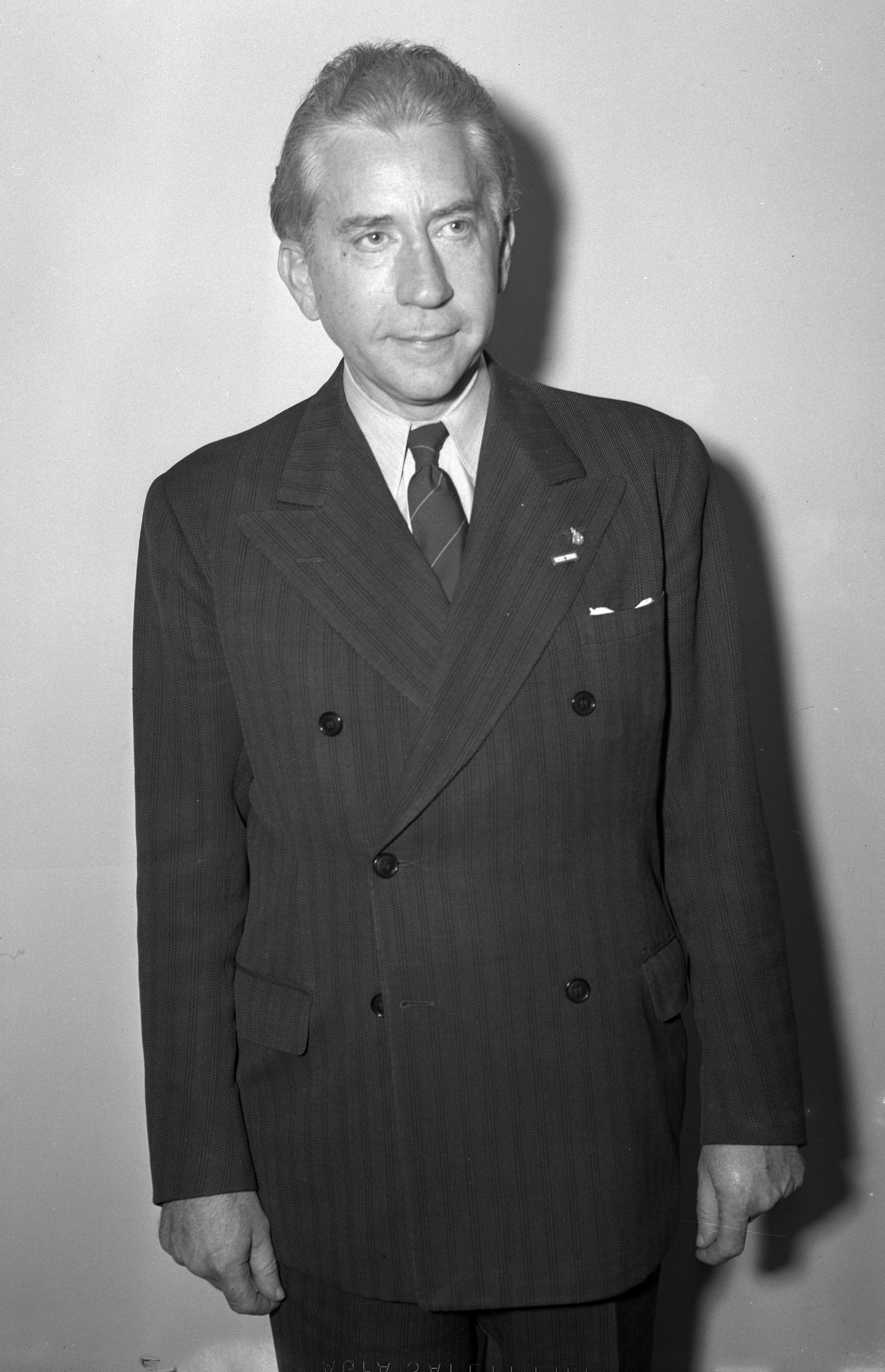
J. Paul Getty, 1944

- 15. Dezember: J. Paul Getty, US-amerikanischer Industrieller und Kunstmäzen († 1976)
- 15. Dezember: Josef Wagner, deutscher Politiker († 1979)
- 16. Dezember: Johannes van der Vegte, niederländischer Ruderer († 1945)
- 18. Dezember: Albin Köbis, deutscher Matrose († 1917)
- 18. Dezember: Kilian Kirchhoff, deutscher Priester, Übersetzer und Dissident († 1944)
- 19. Dezember: Max Seydewitz, sozialistischer Politiker der DDR und Ministerpräsident von Sachsen († 1987)
- 21. Dezember: Rebecca West, britische Schauspielerin († 1983)
- 22. Dezember: Herman Potočnik, österreichischer Offizier und Raumfahrttheoretiker († 1929)
- 22. Dezember: Lawrence Sperry, US-amerikanischer Pilot u. Erfinder († 1923)
- 22. Dezember: Peter Tatsuo Doi, Erzbischof von Tokio und Kardinal der römisch-katholischen Kirche († 1970)
- 24. Dezember: Ewald Aufermann, deutscher Professor († 1958)
- 25. Dezember: Otto Nebel, deutscher Maler, Dichter und Schauspieler († 1973)
- 26. Dezember: Ester Kristina Aronson, schwedische Schriftstellerin († 1956)
- 26. Dezember: Franz Schuster, österreichischer Architekt († 1972)
- 27. Dezember: Walther Kühn, deutscher Politiker († 1962)
- 27. Dezember: Feliks Łabuński, polnisch-amerikanischer Komponist, Pianist und Musikpädagoge († 1979)
- 28. Dezember: Emil Hermann Werner Ackermann, deutscher Schriftsteller, Verleger und Miteigentümer der Künstlerkolonie Monte Verità († 1982)
- 28. Dezember: Karl Appel, österreichischer Politiker († 1967)
- 29. Dezember: Alexander Alexandrowitsch Archangelski, sowjetischer Flugzeugkonstrukteur († 1978)
- 29. Dezember: Richard Atwater, US-amerikanischer Journalist, Universitätsdozent und Kinderbuchautor († 1948)
- 29. Dezember: Heinrich Beerbom, Bürgermeister und Stadtdirektor von Bramsche († 1980)
- 29. Dezember: Adele Duttweiler-Bertschi, Gattin des Migros-Gründers Gottlieb Duttweiler († 1990)
- 29. Dezember: Géza Nagy, ungarischer Schachspieler († 1953)
- 30. Dezember: Heinrich Laakmann, deutsch-baltischer Historiker († 1955)

### Genaues Geburtsdatum unbekannt
- Egon Adler, tschechisch-US-amerikanischer Maler und Graphiker († 1963)
- Kurd Adler, deutscher Lyriker († 1916)
- Mustafa Ertuğrul Aker, türkischer Offizier († 1961)
- Eduardo Andreozzi, brasilianischer Jazzmusiker († 1979)
- Maria Dolors Anglada i Sarriera, spanische Schriftstellerin, Illustratorin und Cartoonistin († 1984)
- Cevat Rıfat Atilhan, türkischer Autor, Journalist, Publizist und General († 1967)
- Joseph Fournier de Belleval, kanadischer Sänger und Gesangslehrer († 1945)
- Franz Bieber, deutscher Motorradrennfahrer, Motorsportfunktionär und Unternehmer († 1980)
- Mike Connors, australischer Schauspieler und Theaterleiter († 1949)
- Gregori Garbovitsky, kanadischer Geiger, Dirigent und Musikpädagoge († 1954)
- George Lamsa, assyrischer Lehrer, Schriftsteller und Bibelübersetzer († 1975)
- Alberto Lobos, chilenischer Maler († 1925)
- Attilio Marinoni, italienischer Automobilrennfahrer († 1940)
- Enrique Moya, chilenischer Maler († um 1918)
- Gertrud Schaeffer, deutsche Malerin und Grafikerin († 1960)
- Ahmed Jan Thirakwa, indischer Tablaspieler († 1976)
- Ulises Vásquez, chilenischer Maler († 1949)

## Gestorben

### Erstes Quartal
- 02. Januar: George Biddell Airy, englischer Astronom (* 1801)
- 05. Januar: Fritz Eunike, Ehrenbürger in Wittenberg (* 1831)
- 06. Januar: Wilhelm Tschirch, deutscher Komponist (* 1818)
- 07. Januar: Ernst Wilhelm von Brücke, deutscher Physiologe (* 1819)
- 07. Januar: Tawfiq, Khedive von Ägypten (* 1852)
- 09. Januar: Alexandre Peyron, französischer Admiral und Politiker (* 1823)
- 10. Januar: Heinrich Dorn, deutscher Komponist der Romantik (* 1804)
- 12. Januar: Heinrich Friedrich Theodor Apfelstedt, deutscher Pfarrer und Heimatforscher (* 1811)
- 14. Januar: Albert Victor, Prinz von Großbritannien und Herzog von Clarence und Avondale (* 1864)
- 18. Januar: Anton Maria Anderledy, Schweizer Jesuit (* 1819)
- 20. Januar: John Couch Adams, britischer Mathematiker (* 1819)
- 26. Januar: Ludovika Wilhelmine von Bayern, deutsche Adelige (* 1808)
- 31. Januar: Charles Haddon Spurgeon, englischer Baptistenpastor und Prediger (* 1834)
- 02. Februar: Ludwig Eichrodt, deutscher Schriftsteller (* 1827)
- 05. Februar: David Clopton, US-amerikanischer Politiker (* 1820)
- 05. Februar: Emilie Flygare-Carlén, schwedische Schriftstellerin (* 1807)
- 09. Februar: Gonville Bromhead, britischer Offizier (* 1845)
- 12. Februar: Hermann Rudolph Aubert, deutscher Physiologe (* 1826)
- 13. Februar: Wilhelm Junker, deutscher Afrikaforscher (* 1840)
- 13. Februar: Lambert Joseph Massart, belgischer Violinist (* 1811)
- 17. Februar: Johan Sverdrup, norwegischer Politiker (* 1816)
- 17. Februar: Heinrich Feiten, deutscher Weihbischof (* 1835)
- 18. Februar: Lucien Dautresme, französischer Politiker und Komponist (* 1826)
- 23. Februar: Pasquale Lucchini, Schweizer Ingenieur und Politiker (* 1798)
- 25. Februar: Brond de Grave Winter, ostfriesischer Orgelbauer (* 1824)
- 27. Februar: Louis Vuitton, französischer Unternehmer (* 1821)
- 28. Februar: Elias Conway, US-amerikanischer Politiker (* 1812)
- 28. Februar: August Freund, galizischer Chemiker (* 1835)
- 01. März: William Woods Holden, US-amerikanischer Politiker (* 1818)
- 01. März: Franz von Löher, deutscher Jurist, Historiker und Politiker (* 1818)
- 02. März: Otto Glagau, deutscher Journalist und Schriftsteller (* 1834)
- 06. März: Leopold Schmidt, deutscher Altphilologe (* 1824)
- 07. März: Étienne Arago, französischer Schriftsteller (* 1802)
- 07. März: Louis Schwartzkopff, deutscher Unternehmer (* 1825)
- 08. März: Benno Adam, deutscher Tiermaler (* 1812)
- 09. März: Gustav von Bonstetten, Schweizer Archäologe (* 1816)
- 09. März: Heinrich Cordes, deutscher evangelischer Missionar (* 1813)
- 11. März: Caroline Reinagle, englische Komponistin, Pianistin und Musiklehrerin (* 1818)
- 16. März: Karl Aberle, österreichischer Mediziner (* 1818)
- 16. März: Eduard Franz Ludwig Kullmann, deutscher Handwerker, Attentäter (* 1853)
- 18. März: Franz Ullmann, österreichischer Orgelbauer (* 1815)
- 20. März: Arthur Goring Thomas, englischer Komponist (* 1850)
- 21. März: Annibale de Gasparis, italienischer Astronom (* 1819)
- 23. März: Louis Angermann, deutscher Architekt (* 1861)
- 26. März: Walt Whitman, US-amerikanischer Dichter (* 1819)

### Zweites Quartal
- 01. April: Charles D. Drake, US-amerikanischer Politiker (* 1811)
- 06. April: John Irvin Gregg, US-amerikanischer General im Sezessionskrieg (* 1826)
- 06. April: Willard Saulsbury, US-amerikanischer Jurist und Politiker (* 1820)
- 07. April: Otto Rethel, deutscher Maler (* 1822)
- 13. April: Eugène Manet, Bruder des Malers Édouard Manet und Ehemann der Malerin Berthe Morisot (* 1833)
- 16. April: Matthias Lexer, österreichischer Germanist und Lexikograph (* 1830)
- 17. April: Alexander Mackenzie, kanadischer Politiker und Premierminister (* 1822)
- 19. April: Friedrich von Müller, Feldmarschalleutnant der K.u.k.-Armee (* 1822)
- 22. April: Édouard Lalo, französischer Komponist (* 1823)
- 25. April: Karl von Ditmar, deutschbaltischer Entdecker und Naturforscher (* 1822)
- 25. April: William Backhouse Astor Jr., US-amerikanischer Millionär (* 1829)
- 27. April: Eduard August von Regel, deutscher Gärtner und Botaniker (* 1815)
- 02. Mai: Hermann Burmeister, deutscher Südamerika-Forscher (* 1807)
- 02. Mai: Wilhelm Rust, deutscher Komponist und Musikwissenschaftler (* 1822)
- 05. Mai: August Wilhelm von Hofmann, deutscher Chemiker (* 1818)
- 05. Mai: Jan Nepomuk Škroup, tschechischer Komponist (* 1811)
- 06. Mai: Ernest Guiraud, französischer Komponist (* 1837)
- 08. Mai: Christian Wilhelm Ludwig Abel, deutscher Militärarzt (* 1826)
- 08. Mai: James Thomson, britischer Ingenieur, Physiker und Erfinder (* 1822)
- 13. Mai: Ferdinand Poise, französischer Komponist (* 1828)
- 18. Mai: John Alexander Anderson, US-amerikanischer Politiker (* 1834)
- 18. Mai: Marcos Segundo Maturana, chilenischer General (* 1830)
- 26. Mai: Max von Forckenbeck, deutscher Jurist, Politiker und Berliner Bürgermeister (* 1821)
- 29. Mai: Baha’u’llah, persischer Religionsstifter der Bahai-Religion (* 1817)
- 30. Mai: Mária Lebstück, ungarische Offizierin und Freiheitskämpferin (* 1830)
- 31. Mai: Heinrich Auer, deutscher Industrieller (* 1825)
- 04. Juni: Dimitrie Brătianu, rumänischer Politiker und Ministerpräsident (* 1818)
- 14. Juni: Eugène Borel, Schweizer Politiker (* 1835)
- 20. Juni: James McNair Baker, US-amerikanischer Jurist und Politiker (* 1821)
- 28. Juni: Harry Atkinson, Premierminister von Neuseeland (* 1831)
- 29. Juni: John Robson, kanadischer Politiker und Journalist (* 1824)
- 29. Juni: Pashko Vasa, albanischer Schriftsteller und Politiker (* 1825)

### Drittes Quartal
- 05. Juli: Teodoro Anastasia, Schweizer Ingenieur und Architekt (* 1843)
- 06. Juli: Nabil-i-Akbar, iranischer Bahai (* 1829)
- 10. Juli: Hermann Riedel, deutscher Kantor, Organist und Komponist (* 1813)
- 10. Juli: Rudolf Westphal, deutscher Altphilologe (* 1826)
- 11. Juli: Filippo Pagnamenta, Schweizer Politiker und italienischer Generalmajor (* 1826)
- 11. Juli: Ravachol, französischer Anarchist (* 1859)
- 14. Juli: Wilhelm Büchner, Apotheker, Chemiker, Fabrikant und Politiker (* 1816)
- 14. Juli: Newton Booth, US-amerikanischer Politiker (* 1825)

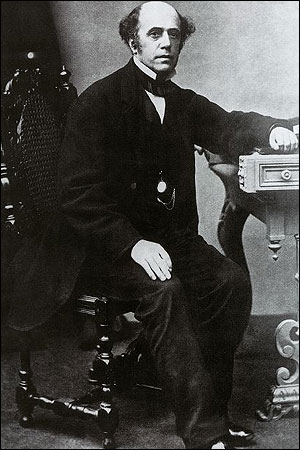
Thomas Cook

- 18. Juli: Thomas Cook, britischer Tourismus-Pionier (* 1808)
- 20. Juli: Friedrich Christian Benedikt Avé-Lallemant, deutscher Kriminalist und Schriftsteller (* 1809)
- 21. Juli: Henry Gardner, US-amerikanischer Politiker (* 1818)
- 29. Juli: Charles Hardin, US-amerikanischer Politiker (* 1820)
- 30. Juli: Zacharias Werny, deutscher Soldat in den Befreiungskriegen (* 1791)
- 31. Juli: Anthony Kennedy, US-amerikanischer Politiker (* 1810)
- 000Juli: George Washborne Morgan, US-amerikanischer Organist und Komponist (* 1822)
- 03. August: August Nauck, deutscher Altphilologe (* 1822)
- 04. August: Leopold Carl Müller, österreichischer Maler und Zeichner (* 1834)
- 06. August: Sergei Michailowitsch Tretjakow, russischer Unternehmer, Kunstmäzen und Kunstsammler (* 1834)
- 11. August: Julius Arnoldt, deutscher Philologe (* 1816)
- 11. August: Ladislav Stroupežnický, tschechischer Dramaturg des Nationaltheaters in Prag (* 1850)
- 18. August: Elise Henle, deutsche Schriftstellerin (* 1832)
- 19. August: Richard Adelbert Lipsius, deutscher evangelischer Theologe (* 1830)
- 19. August: František Zdeněk Skuherský, tschechischer Komponist und Musikpädagoge (* 1830)
- 22. August: Cornelis Willem Opzoomer, niederländischer Jurist, Philosoph, Literaturwissenschaftler und Logiker (* 1821)
- 23. August: Manuel Deodoro da Fonseca, brasilianischer Marschall und erster Präsident (* 1827)
- 23. August: Enoch Louis Lowe, US-amerikanischer Politiker (* 1820)
- 02. September: Grigore Arghiropol, rumänischer Politiker (* 1825)
- 07. September: Joseph Reid Anderson, US-amerikanischer Ingenieur, Brigadegeneral und Unternehmer (* 1813)
- 07. September: Francis Kernan, US-amerikanischer Politiker (* 1816)
- 07. September: Hermann Schubert, österreichischer Benediktiner, Prediger und Seelsorger (* 1826)
- 08. September: Thomas Timothy O’Mahony, irischer Geistlicher und römisch-katholischer Bischof von Armidale (* 1825)
- 15. September: Erich Kling, deutscher Offizier und Forschungsreisender (* 1854)
- 17. September: Rudolf von Jhering, deutscher Rechtsgelehrter (* 1818)
- 17. September: Ignaz Vinzenz Zingerle, Südtiroler Literaturwissenschaftler und Schriftsteller (* 1825)
- 24. September: Patrick Gilmore, US-amerikanischer Komponist und Militärkapellmeister (* 1829)
- 28. September: Konrad Adolf Hallenstein, deutscher Schauspieler (* 1835)
- 30. September: Hector Crémieux, französischer Librettist und Dramatiker (* 1828)

### Viertes Quartal
- 02. Oktober: Ernest Renan, französischer Schriftsteller, Historiker, Archäologe und Orientalist (* 1823)
- 04. Oktober: Karl August Deinhard, deutscher Marineoffizier (* 1842)
- 06. Oktober: Alfred Tennyson, britischer Dichter (* 1809)
- 07. Oktober: Friedrich Schlögl, österreichischer Schriftsteller (* 1821)
- 11. Oktober: Abdyl Frashëri, albanischer Politiker (* 1839)
- 14. Oktober: Peter Nicolai Arbo, norwegischer Maler (* 1831)
- 17. Oktober: Kurt Bernhardi, deutscher Pädagoge (* 1847)
- 21. Oktober: Anne Charlotte Leffler, schwedische Schriftstellerin (* 1849)
- 23. Oktober: Eduard Schnitzer, Afrikaforscher (* 1840)
- 24. Oktober: Robert Franz, deutscher Komponist (* 1815)
- 26. Oktober: Bernhard Windscheid, deutscher Jurist (* 1817)
- 30. Oktober: Olga Nikolajewna Romanowa, russische Großfürstin (* 1822)
- 01. November: Heinrich de Ahna, österreichischer Violinist (* 1832)
- 06. November: Juana Manuela Gorriti, argentinische Schriftstellerin und Journalistin (* 1816)
- 06. November: Wilhelm Maurenbrecher, deutscher Reformationshistoriker (* 1838)
- 12. November: Wilhelm von Schrenck, deutscher Politiker (* 1828)
- 13. November: Aleksander Niewiarowski, polnischer Schriftsteller und Kolumnist (* 1824)
- 16. November: Johann Anton Breil, deutscher Orgelbauer (* 1821)
- 18. November: Hannes Finsen, isländischer Jurist und Gouverneur auf den Färöern (* 1828)
- 19. November: Jacques de Reinach, französischer Bankier (* 1840)
- 21. November: Jens Christian Hostrup, dänischer Schriftsteller (* 1818)
- 26. November: Charles Martial Lavigerie, Erzbischof von Algier und Gründer des Ordens der Weißen Väter und der Weißen Schwestern (* 1825)
- 29. November: Sigmund Aichhorn, österreichischer Geologe (* 1814)
- 30. November: Pierre-Victor Galland, französischer Maler (* 1822)

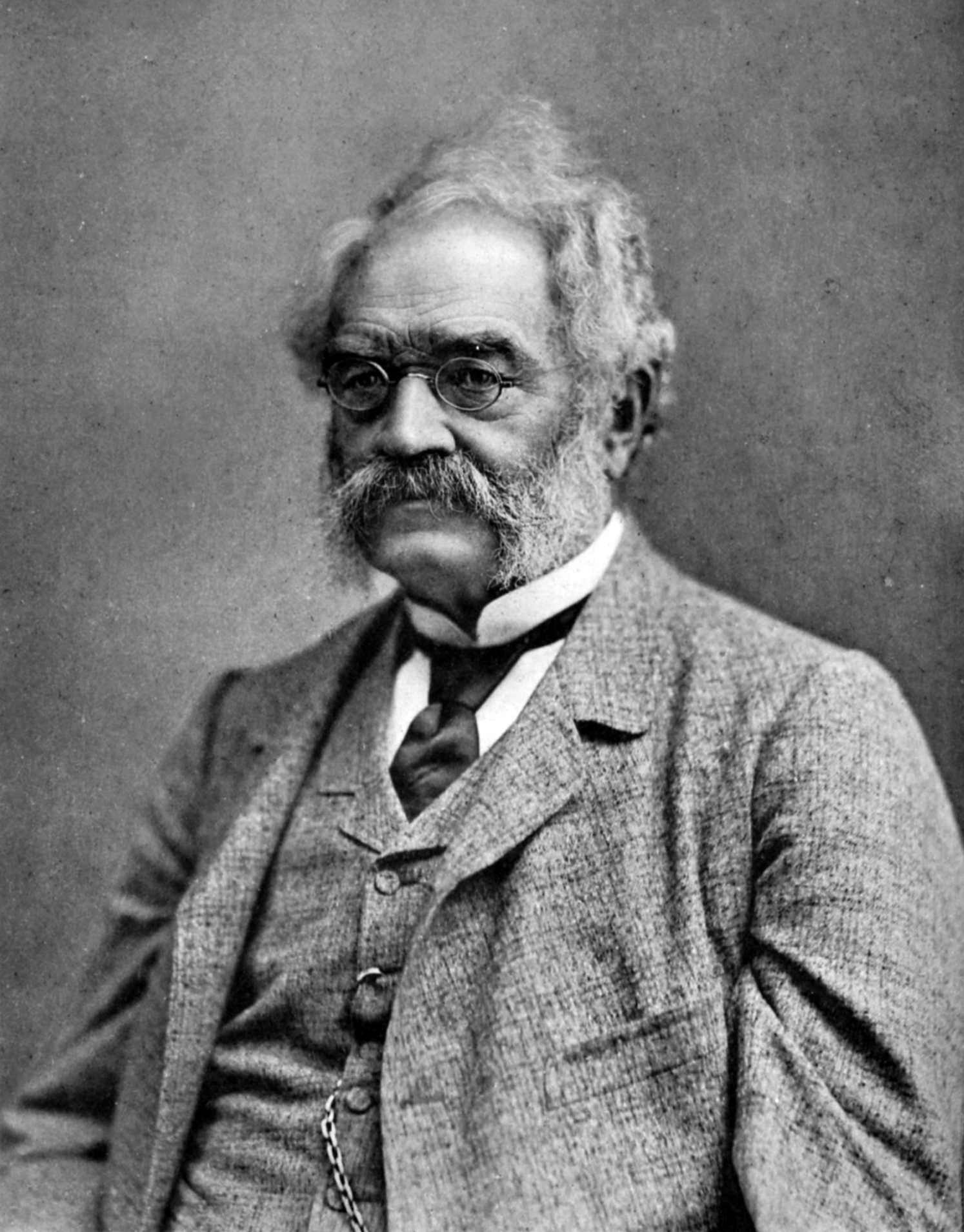
Werner von Siemens
(Porträt von Giacomo Brogi)

- 06. Dezember: Werner von Siemens, deutscher Erfinder (Begründer der Elektrotechnik) und Industrieller (* 1816)
- 11. Dezember: Paul Otto Apian-Bennewitz, deutscher Organist und Lehrer (* 1847)
- 12. Dezember: James J. Faran, US-amerikanischer Politiker (* 1808)
- 14. Dezember: Adams George Archibald, kanadischer Rechtsanwalt und Politiker (* 1814)
- 15. Dezember: Randall L. Gibson, US-amerikanischer Politiker und General der Konföderiertenarmee (* 1832)

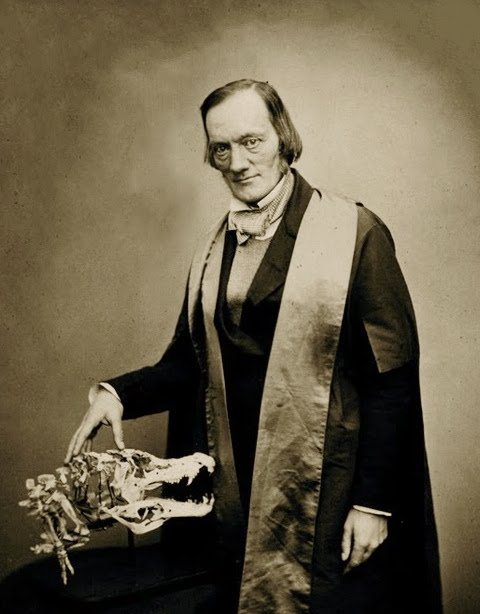
Richard Owen, 1856

- 18. Dezember: Richard Owen, britischer Chirurg, Zoologe, Paläontologe und Evolutionsbiologe (* 1804)
- 20. Dezember: Eduarda Mansilla, argentinische Schriftstellerin, Journalistin und Komponistin (* 1834)
- 25. Dezember: Nikolai Wladimirowitsch Adlerberg, russischer Graf, Staatsrat, Hofkammerherr, Gouverneur von Taganrog, Simferopol und Verwalter von Finnland (* 1819)
- 26. Dezember: Angelo Somazzi, Schweizer Politiker und Journalist (* 1803)
- 28. Dezember: Gottlieb Leonhard Gaiser, deutscher Kaufmann (* 1817)
- 28. Dezember: August Lammers, deutscher Politiker, Schriftsteller und Journalist (* 1831)
- 28. Dezember: Viktor von Meibom, deutscher Rechtswissenschaftler (* 1821)

### Genaues Todesdatum unbekannt
- Grigor Ardzrouni, armenischer Schriftsteller und Publizist (* 1845)
- Claus Jensen, norwegischer Orgelbauer (* um 1817)
- Juan Mochi, italienischer Maler (* 1831)
- Max Strakosch, US-amerikanischer Opernimpresario (* 1835)
- Joseph Wielhorski, russischer Komponist (* 1817)
- Johann Leopold Zillmann, deutscher Missionar in Australien (* 1813)